# 未踏召喚://ブラッドサイン
『未踏召喚://ブラッドサイン』（みとうしょうかん ブラッドサイン）は、鎌池和馬による日本のライトノベル。イラストは依河和希が担当している。電撃文庫（KADOKAWA）より2014年9月から2019年6月まで刊行された。

## あらすじ
1999年、神話の神々よりもさらに奥に潜んでいた存在が発見されるのと同時に、それらを呼び出すための世界中に散見するありとあらゆる儀式を再統合した方法論『召喚儀礼』が確立される。誰もがまるでスポーツ感覚で神話の神々、もしくはそれ以上の存在を使役できるようになった世界。召喚儀礼を司る者を召喚師、神話の神々やそれ以上の存在をその身に降ろす者を依代と呼んだ。
最強と称される少年召喚師、城山恭介は、幼少期に自らが招いた秘匿大戦の負い目から、「助けて」と救いを乞う者を見過ごせなくなってしまっていた。彼が抱える致命的な弱点である『呪いの言葉（たすけて）』を発端に、召喚儀礼を総べる勢力間抗争や『白き女王』との因縁の戦いへ城山恭介はその身を投じてゆく。

## 登場人物

### 主要人物
城山 恭介（しろやま きょうすけ）
本作の主人公。『フリーダム』アワード903（1巻当初は902）の召喚師。白き女王に名付けられた『不殺王（アリス〈ウィズ〉ラビット）』を通り名としている。これといって外見的な特徴のない錆びついた瞳をした少年。仕事の際は衣服から身元を割り出されることを防ぐため、トイドリーム内で最も普及しているフード付きパーカーとスポーツブランドのジャージを常に着用しており、またトイドリーム35各地のトランクルームに同じ組み合わせの替えを用意している。
特定の依代を持たずに行きずりの人間と契約し、その人間の持つ問題を解決して一般の世界に返すということを繰り返している。演算能力はスパコンと同等かそれ以上のスペックを有し高い召喚儀礼の腕を誇る他、召喚儀礼を用いなくても召喚師やレプリグラス操兵を複数相手取り制圧できる程の技量を持つ。ある程度までは基本を守るが、ここぞという場面はトリッキーな大技に頼るブレの大きい戦法を取る。クアッドモータース製の練習用ブラッドサイン『林檎の蛇《フォスフォロス》』を好んで使い、常にパーカーの首の後ろに蜷局を巻くようにして隠してある。世界で唯一『白の寵愛』のアワードを有する召喚師であり、また人類で初めて単独で『白の斬伐（ホワイトスレイヤー）』のアワードを獲得している。
最初は父母と妹と暮らしていた。実父であるドクトルSによる虐待めいた方法論により、何気ない日常生活の中で白き女王のガイドレール役として開発された。6歳の時、研究の総仕上げの際、母がドクトルSに殺され、妹が白き女王によって殺害される。その際に女王が顕現したことにより、余波が強すぎて顔が塗りつぶされたように思い出せなくなった。その後、恭介はいくつかの仕事を請け負い実績を重ねる。10歳の時に『一五兄姉弟妹計画』の検体として『箱庭』に潜入し、『案内人のウサギ』の配役を与えられ、『白き女王』の『縫界召喚』を行った。『女王の愛情』を受け取り、それまでの機械のような自身の在り方を否定するようになる。最終的に『白き女王』を拒絶して『秘匿大戦』を招き、真の実力者たる人間の多くを戦死させてしまう。その現状を自身の咎と感じ、召喚儀礼に纏わる世界で起こっている問題の半分は自身の責任であると考えている。妹の死に際の言葉や、『秘匿大戦』のことにより、召喚儀礼の世界からの引退を公言しながらも「たすけて」という懇願をどうしても拒否することができず『呪いの言葉』と称している。
トイドリーム35の広大な水路に係留してあるクルーザー群の1つを買い取って「ホワイトクイーン号」と名付け、仮の宿として一人暮らしをしている。一般人からは視界から外れれば忘れられてしまう状態でありながら、トイドリーム35のR区画の高校に1年生として通学しており、愛歌や緑の手伝いをしながら二重生活を送っている。シリアルを非常に好んでおり常食している。
一人称は「僕」、二人称は基本的に「あなた」で、しばしば語尾に「〜訳だが」「〜ではないか（な）」などと付けて話す。『一五兄姉弟妹計画』に参加した家族に対しては「お前」など口調は砕ける。
育ちが育ちであるために精神が歪なところがあり、家族や家族愛を求めていた。
『このライトノベルがすごい！』男性キャラクター部門では2017年版で10位を獲得している。

メリー＝アン / 穢れなき真実の剣持つ「白き」女王《iu・nu・fb・a・wuh・ei・kx・eu・pl・vjz》
本作のメインヒロイン。音域の存在しないコスト21。未踏級の中でも頂点に位置する究極の『被召物』。「善性の塊」、「聖なる象徴」、「光輝の擬人化」、「たった一滴の汚濁も許さぬ白色」などと形容される。三大勢力に依存しない独自のアワードを持つ。
ツインテールにしてなお腰まで届く銀髪と宝石のような瞳を持ち、露出の多いウェディングドレスのような純白の衣装に身を包む少女の姿であり、人間と同様に人格を持ち行動する。召喚と同時に依代は意識を失い、『白き女王』自らの人格（行動原理）によって行動する。偶発的な顕現はともかく計画的な召喚は困難を極め、トルネードの発生条件にも例えられている。
城山家にて恭介か妹によって喚び出された時、自分の存在を知っても拒絶し、立ち向かえる恭介と出会い、彼を『兄』と呼ぶべき存在と認識する。
恭介を「あにうえ」と呼び慕って恋心を抱き、彼により「メリー＝アン」と名付けられる。『秘匿大戦』を経て、「正しさ」を切り捨て、「恭介への愛情」を選んだ。以後、恭介を我が物とする為に策謀を巡らせてゆく。が、実質は口では好き好きと言っておきながら、彼に自身の心の弱さを露呈させられず、なおかつ暴君状態で振る舞っていた。
召喚と同時に勝利が確定してしまうといわれる程の絶対的な力を誇る最強の『被召物』であり、異界の全てが彼女に傅く。召喚儀礼の業界に入った全ての召喚師が彼女にある種の憧憬を抱いているため、ほとんどの信仰に近いような人気を博しており、召喚儀礼の業界では願掛けなども彼女へ祈る形で行われる。
名に冠する真実の剣とは身に纏う戦装束を指し、これが状況に合わせて千変万化し億通りでも兆通りでも武具を切り替えて敵を屠る。その本質は、世界中の神話に共通する「正しい所有者の手にある限り、一度解き放てば自動的に飛び回って戦い、勝利を齎す（もたらす）武具」として機能。しかし、その武具さえも総力とは言い難く、彼女の2本の細腕こそが最大最強の脅威となりうる。また、世界の組成を削り取る純白のレーザービームのような攻撃を放つ事ができる。本来は干渉不能な『花弁』やスポットを壊し、防護円さえ貫通して召喚師を攻撃する事も可能。『神格級』『規定級』の被召物は彼女に対して怯えて攻撃行動すらとれず、他の『未踏級』を瞬殺するほどの実力を有する。全未踏級被召物を撃破した際にこの世界のルールを書き換えており、全事象の中心点となったため霊的ビックバンとも例えられる。故に理論や法則が彼女を縛るのではなく彼女に理論や法則が付き従う。物理的な戦闘能力以外にも時間遡行や因果律変動ができる等、根本的に不可能な事が存在しない。
『このライトノベルがすごい！』女性キャラクター部門では2017年版で7位を獲得している。

愛歌（あいか） / アイカ＝トイドリーム
『ガバメント』アワード870の召喚師。通り名は『専守防衛（HIKIKOMORI）』。常に蛍光グリーンと白の縞模様のビキニを着用している色白で小柄なAカップの少女で、茶色の髪を、細い三つ編みを二つ作った上で大きな円を描くように頭の両サイドでまとめたトリッキーなツインテールような髪型をしている。血が繋がっていないが、恭介のことを「お兄ちゃん」と呼んで慕い、半ば世話係と化した彼に合鍵を渡している、彼と『ガバメント』の仲介人も請け負っている。恭介を籠絡させるため、「最終兵器」と称して縞々のパンツを大量にストックしている。体長5mにも届き体重は300kgを超える巨大なホワイトライガー（メス）を依代にしている。砂糖を虚空に放って溶かし、バニラとミントで色分けされたシマシマの150cm程のステッキキャンディのような棍へと固化させたものをブラッドサインとして扱う。
召喚師の人から忘れ去られる特性に打ちのめされて以来外の世界に希望を抱くことを辞め、トイドリーム35の40階建て高級マンションの、最上階とその一つ下の階を階段や吹き抜けで2フロア繋げた一室に引き籠っている。屋上や空中庭園・家庭菜園も購入済みで、実質的には3フロア分の空間を占拠している。仲介人としては、仕事のケアが丁寧で『イリーガル』や『フリーダム』との緩衝役になるため、現場の人間には人気がある。『パケットアトモスフィア』と呼ばれる『ガバメント』が組み上げた情報システムの一つを所有しており、ネットの検索状況やSNSの書き込みを地図と照合することで噂の分布を視覚化することができる。アワード50くらいの召喚師を子飼いにしている。
本名はアイカ＝トイドリームであり、トイドリーム会長の直系の孫。復讐の一貫としてマンションの下層に『創設者のギャラリー』を死蔵させていたが、正体が暴露され解放する事になった。

緑 娘藍（リュウ ニャンラン）
『イリーガル』の依代。濡れたような長い黒髪と透き通るブルーの瞳を持ち、胸の中央からへそにかけて縦に肉抜きして露出度を増やした真っ赤な改造チャイナドレスと、髪飾り、ガーターベルト、ストッキング、長手袋などの洋風レース系の装飾品を着用している。なおこれは自身の趣味ではなく、映画の宣伝としてのコスプレであるとのこと。恭介のことは「恭介ちゃん」と呼び、恭介からは「リューさん」と呼ばれている。トイドリーム35のC区画で道具屋を営んでおり、恭介に励起手榴弾などを提供している。ストーカー気質の自覚があり、自ら恋愛を禁じているらしい。
地球全地域全人類で結婚・交配を繰り返し、真に優れた人体が何かをひたすら追求してきた一族の出身であり、中でも有力視されている先鋭化候補の内の一人。常人を遥かに凌ぐ身体能力を有し、オカルトを一切用いず隠し武器だけで召喚師と渡り合う技術を『痩身暗器（パーフェクトドラゴン）』と自称している。そのため、通常は契約した召喚師に依存するはずのアワードを、依代である彼女単体が持っている。作中で登場した暗器は、20本以上の『擲針』に分解できる扇、飛爪《フェイチャオ》など。
かつてはアワード1000に達した『ガバメント』の召喚師エルヴァスト＝トイドリームの依代であり、奴隷のように扱われていたため隙を見て仕込みナイフで刺して逃亡した経歴を持つ。

### 城山恭介の依代とその関係者
冥乃河 彼岸（めいのかわ ひがん）
蓮華の妹かつ依代で同じく『フリーダム』所属。長いストレートの金髪と青い瞳、滑らかな肌を持つ緋の袴の巫女装束の少女。目隠しを額に、競走馬の口に咥えさせる轡を首筋に巻く事で『戒め象徴』を体現している。家の神社にも裏の祭神として『白き女王』を祀っており、困ると彼女に祈る癖がある。和食主義。トイドリーム35に来るまでは、蓮華と2人で新聞紙と段ボールのホームレス生活で急場を凌いでいた。
優れた召喚師を輩出する事に社会的意義を見出していた冥乃河一族において、彼岸の依代としての憑依体質は余計な問題でしかなく、医学的に取り除こうと様々な処置が施された結果、日本人として有り得ない事に髪は金髪で青い瞳になった。それでも憑依体質を取り除けなかったため、彼女の本来の機能を理想形として作られた『浄瑠璃方式』の人工召喚師である蓮華が用意され、彼女の依代となった。蓮華が実の姉ではない事を知らず、「お姉ちゃん」と呼んで大切に思っている。
内気な性格。浄瑠璃経典を奪う目的で『ガードオブオナー』に金銭を毟り取られ、両親は借金が膨れ上がり住んでいた神社を取り上げられる。更生施設に入った両親の代わりに返済しようとするが、未成年の収入ではその目途が立たず、蓮華と一緒に召喚師の世界に飛び込み『ガバメント』の仲介人に買われた。恭介の仮初の依代となって『白き女王』の撃破に成功し、その身が救われる。その後、事件の口止め料として出所の分からない大金を受け取った。

冥乃河 蓮華（めいのかわ れんげ）
『フリーダム』の召喚師でアワードは300番台。長いストレートの黒髪と黒い瞳、滑らかな肌を持つ緋の袴の巫女装束の少女。和紙でできた束を空中へ撒き、これを魔法で180cmの硬い棒を形成させることでブラッドサインを用意する。
彼岸の召喚師を担う『浄瑠璃方式』の完全人工物。元々は人形供養の専門家であった冥乃河一族は安定して優れた召喚師を輩出することに社会的意義を見出していた。ところが『浄瑠璃方式』という完全人工物の人形に興味を持ち、「人間の召喚師と『浄瑠璃方式』の依代を組み合わせて100%ノイズなく『被召物』をコントロール」することを理想とするようになった。しかし彼岸には依代としての憑依体質があったため、彼女の骨格や臓器配置を基幹設計に盛り込みつつ、一族が彼岸に本来期待していた召喚師として蓮華が作られた。この性質から、第三者が彼岸と契約を上書きしたとしても、契約を奪い返して更新し直すことができる。彼岸には真実を打ち明けておらず、彼女の人生を奪った負い目から彼女を大切に思っている。
勝気な性格。彼岸の財布事情を管理している。トイドリーム35に来るまでは、彼岸と2人で新聞紙と段ボールのホームレス生活で急場を凌いでいた。恭介に彼岸を助けられた後、事件の口止め料として出所の分からない大金を受け取った。

オリヴィア＝ハイランド
鮮やかな金髪を2本の三つ編みにした12歳の少女。身長は135cm程で麦わら帽子を被っている。スクール水着に首回りと肩口しかない飾り襟やプリーツスカートやパレオで着飾っている。霊媒体質を持ち、肩口から袈裟にかけてバックを背負うかのように巨大な南京錠を太い鎖で肩にかけ、戒めの象徴としている。
東欧のフランギルド永世中立王国の第一王位継承者だったが、政変により王制が破綻し命を狙われる。生き別れになった母親の行方を探す調査費用を捻出するために依代として身売りした過去がある。3週間ほど恭介と契約を結び、母親を救出してからは依代体質である母からも遠ざけられ一般人の乳母に預けられていた。フィギアの強化プログラムを修得しており、『オーロラの妖精』とも言われる。
極端に白き女王を信奉しており、恭介と白き女王の間を取り持つため事に尽力する。一般人の世界へ戻ったものの『ドクトルS』の手により召喚儀礼の世界に帰って来た。
王の血と肉と魂により霊媒体質の適性が格段に高く、憑依する被召物の完全支配が可能。攻撃照準を敵被召物に合わせるのみならず闘争本能や吸血衝動を抑え込み待機させる事までできる。故に、敵被召物に格納されている人郭を正確に穿つ精密狙撃戦術を得意とし、コストや音域に寄らない力関係を発揮する。

図書委員ちゃん
本名は海恵 涼子（うみえ りょうこ）。恭介に名前を覚えてもらえず、作中でもそう表記される。
恭介のクラスメイトで、一本三つ編みに細いフレームの眼鏡をかけた少女。明るく活発な性格であり、図書委員を務めているがそれはキャラ作りの一環である。学校に内緒でよくアルバイトをしている。簾堂とは同じ中学に通っていた。依代としての霊媒体質を有する。

海恵 祥子（うみえ しょうこ）
涼子の姉であり、恭介の通う学校の先輩。どこか陰がある。
夏海市で暮らしていた11歳の時に遺伝子チューニングを施された大男に草刈り鎌を19回頭部へ叩き突けられ殺害され、『雨中の少女』としてトイドリーム35へ現れた経歴を持っていた。しかし、恭介の介入によって『事件そのものがなかった』ように因果の改変を受け、現在では学校生活を送っている。その影響もあり、因果の改変前の記憶を有している節が見られた。

イザベル
『ガバメント』所属の依代。金髪をショートヘアにした、色白で胸の薄い小柄な少女。身長は150cm大で、体重は40kg台。真っ赤な色彩の帽子に、同色のタイトスカートの特殊な軍服をベースに各所を真っ黒なベルトで彩った、拘束衣としての側面を持った衣装を着ており、ブーツまでも膝上までぐるぐる巻きにされている。「〇盛り〜」のような口癖や棒読みなど、奇妙な口調で喋る。一人称は「イザベル」。マスコット集めに執心している。
何か行動を起こす上で、契約した召喚士に報酬を設定したがる性分。元は「川面サユリ」という名前で、春川市（現トイドリーム40）で暮らす帰宅部で運動音痴の中学生だった。『ガバメント』主導の『蟻塚』の研究に凡人としての被験者として選抜され、現在の「イザベル」へと魂を変質させられた事で外見も変化した。成功作であり、未踏級『赤の麗人』との高精度・高深度での対話が身一つで可能。
斑鮫クイナを救うために恭介と契約を結び、ビヨンデッタの企みを挫いた。彼女を助けた後、恭介が依代の契約を解除した事で召喚儀礼の世界の記憶を失い、日常へ帰った。

斑鮫 クイナ（むらさめ くいな）
長袖の上からヘソ出しの半袖シャツを重ね、ホットパンツを穿いた中学生くらいの少女。黒系のニーソックスとスニーカーを履いている。髪はセミロングの茶髪。首回りには細い鎖を巻いており、胸元へロケットペンダントを隠している。
10年来の幼馴染であった川面サユリが『ガバメント』の『蟻塚』へと連れて行かれて魂を変質させられ依代と化す。その経緯へ憤りを感じていた所をビヨンデッタに付け込まれ、彼女の作製した『少女使い』により彼女の主人へと仕立て上げさせられた。恭介とイザベルに助けられた事でビヨンデッタとの依代の契約を解除され、召喚儀礼の世界の記憶を失い日常に帰った。

姫川 美夏（ひめかわ みか）
『イリーガル』所属の依代。20代前半くらいの女性。腰まで伸びる艶やかな緑髪のポニーテールをシュシュでまとめ、藍色のタイトスカートのスーツを着ている。『戒め象徴』は晒し刑の一種として首から提げたホイッスルにジョッキや唇や12面ダイスの飾りを付け、さらにスカートのサイドをわざと破きストッキングも意図して伝線させている。『鍵番聖女』の一人であり、神格級の被召物フレイヤを直接召喚する事ができる。
信楽真沙美と知り合い、彼女に憧れて背格好、服装、言動、学歴、スキル、救済の定義などを真似て人生設計を組み直すほど影響を受けている。カナヅチ。
パンデモニウム式召喚の被験者であり352人の魂を内包している。多腕移動要塞パンデモニウムが量産配備される事態を防ぐため、デルタストン家の計画の頓挫を試み続けている内に『完全勝利』と出会う。『白き女王』を利用する計画では彼らと共謀し、当初の目論見とは異なるものの恭介の活躍により彼女が内包する全ての依代の魂が元の体に戻った。

セクルティティ
褐色肌に銀髪ショートの少女。外見は17、18歳に見えるが、意図して人体を調節して常温でコールドスリープに陥っている状態に近く実年齢は不明。服は着ず、痩せ過ぎた裸身に無数の包帯と要所を宝石で彩り、透けるように薄いレース地のヴェールやショールのような飾り布をＹ字のように両肩から提げて巻いている。
エジプトでピラミッドを守ってきた墓守の一族であり、当代の『守り巫女』としてその背に『生涯の紋章』を受け継ぎ、血行が良くなることで浮かび上がるようになっている。裏切り者の役を引き受けた忠臣セトが両親を殺し、その仇討ちする事で当主へと一族の皆に押し上げられる。召喚士ではないが『第三の召喚儀礼』より以前に隆盛を誇った古い技術を継承しており、アワード未取得でも召喚師や依代を認識・記憶できる。人間を畏怖させる支配者の挙措を技術として習得し、物理的に影響を及ぼすレベルでの人心掌握術を扱う。
罠に関して偏った趣向を持つ。トイドリーム会長とも親交があり、遺跡周辺の土地を買い上げてもらいトイドリーム35に移される事に伴って本人もトイドリームに居を構えた。現在は日本のソフトウェア開発会社でVRマッピングに関して協力している。『創設者のギャラリー』を荒しに来た『ブライズメイド』を盗掘者と規定し、一時的に恭介の依代となった。

冥乃河 葵（めいのかわ あおい）
人類初にして世界最古の浄瑠璃方式の人造依代であり、冥乃河シリーズの始祖。冥乃河神社で裏の神体として祀られている。白き女王に姿形が似せて造られている。頭部や手足が簡単に外れてしまうため、蓮華が度々メンテナンスしていた。善悪好悪に無頓着で、暇潰しできるか否かのみを行動指針にしている。7巻時は白き女王が成り代わっていて、本体はバラバラにされていたが、その後、恭介の居住するクルーザーに匿われ、9巻時は恭介と共に恭介のルーツを知る旅に同行する。
魂が存在しないため、体のパーツを分割する事で被召物の憑依対象を誤認させ、召喚を意図的に失敗させる事もできる。その際は人工霊場は崩壊し、召喚失敗の魔術的ダメージが召喚師達を敗北時のペナルティのように襲う。依代としての拘束具はサラシであり、胸をきつく絞っている。

### 『十五兄姉弟妹計画』及び『秘匿大戦』関係者

#### 『十五兄姉弟妹計画』検体
恭介を含めた検体の十五人はそれぞれ不思議の国のアリスから取られた配役が与えられている。

ビヨンデッタ＝シロヤマ
『フリーダム』アワード920の召喚師。通り名は『仇染め（ライアーキャット）』。女子大生くらいの歳の女性。金髪をピンク色に染めたストレートのロングに鋭いシャギーを入れた髪型で、服装は白と桜色を基調にしたミニスカートのウェイトレス服で、ヘッドドレス、手袋、ニーソックスなどには白い上品なレースが彩られ、腰回りのコルセットと吊りスカートのサスペンダーを利用して大きな胸を誇張している。アクセサリとして頭の横から一対の角と、腰の後ろに尻尾のようなものをつけている。高い所から夕焼けに染まる景色を眺めるのが好きで、蜂蜜と生クリームのない生活には3日と耐えられない激甘党。
特定の依代は持たず、行きずりの人間を依代として契約し、「お客様」として復讐及び日常生活に至るまであらゆる面でサポートを行うとしている。狙撃銃のようにボルトアクションで7.62mmライフル弾を発射できるよう改造された、2つ折りの銀のパイプをブラッドサインとして用いており、普段は折り畳み赤い革のベルトでぐるぐる戒め、中ほどに使い捨ての取っ手を取り付けて持ち歩いている。ただし、本物の狙撃銃ではないため衝撃分散機構もなく、半身を旧式の人工骨へ組み換え補強しており、その関係で頻繁に抗生物質の錠剤を大量に摂取している。歯は全て挿し歯であり、奥歯を抜いて挿し変えたスイッチを噛み締める事で、励起手榴弾を無線信号で起爆させたり、強烈な光で眼晦ましなどができる。15分以上息を止めることができる。
『白棘』の端を擦るように打つスピンショットを軸とし、敵召喚師の『被召物』と同じ音域を後出しで追従し常にコストが敵より1高い錬成を狙う「鏡合わせのコピー戦術」を『第一の檻』、敵の『被召物』をブラッドサインで狙撃する事で攻撃照準を誘導する「敵方『被召物』への間接干渉」を『第二の檻』、この2つで敵を妨害しつつ、人工霊場の端へ3〜4個の『花弁』の山をいくつか滞空させておき、一度のショットで連鎖的に『花弁』をスポットへ叩き込み圧倒的なコスト差で畳み掛ける『第三の檻』の三段階の戦術を構築している。
幼少期に『一五兄姉弟妹計画』の検体となり、『チェシャ猫』という配役を与えられる。恭介と近しくなり、姉のように振る舞おうとするも、自分より高みにいる恭介に対して次第に憎悪を覚えていった。『箱庭』崩壊時にアルベルトと対峙して恭介を逃がし、恭介を守るため自ら『女王の憎悪』に身を委ね、復讐狂いと化した。トイドリーム35にて恭介に敗北後、護送中のビヨンデッタを彼に助け出され、復讐の依頼を承諾する。以降は『極彩ミュージアム』のコレクションの1つである白い大蛇を依代にし、全身に絡みつかせる事で帯同している。蛇の牙は毒牙へと挿し替えられている。

アルベルト＝S＝ディヴァインスミス
白系のジャケットをネクタイ無しで着崩し、銀細工の飾りを一周巻いた小さな麦藁帽子を被った浅黒い肌の男。狂っている事に美学を持ち、誰にも理解されない事で価値を見出していた。銀貨を弾き、虚空から生み出した銀貨を縦に次々と重ねる事で金属棒のようなブラッドサインを形成する。一瞬で数秒先までに起きうる事象を予測演算をし切る並外れた計算能力を持つ。
『一五兄姉弟妹計画』の検体となり、『帽子屋』という配役を与えられる。『箱庭』でたらい回しにされる依代達を救うべく、召喚儀礼のランキングにおける序列一位を維持していたが、白き女王の常駐により価値を失った依代達の末路を見て人格が歪む。『女王の獰猛』を受け継いだ。

城山 京美（しろやま きょうみ）
やや垂れ目に黒い眉の高校生くらいの少女。コスプレマニアであり、白き女王に憧れて彼女の衣装を自作して着ていた。何かにつけて「極刑モノ」と付けるのが口癖。
『一五兄姉弟妹計画』の検体となり、『ハートの女王』という配役が与えられる。本物の白き女王を目の当たりにし、明るくはつらつとした性格がなりを潜めて人格が歪む。怪我した職員へ手を差し伸べて信奉者を作り始めた。暴走した白き女王の攻撃の余波に呑まれて絶命した。

クラウディア＝シロヤマ
女子高生くらいの歳の召喚師。白地にピンクのラインの宇宙服で全身を覆っているため外見は判別つかないが、北欧系の美人だと噂される。扱うブラッドサインは、羊皮紙の古文書をバラバラに裁断して棒状にまとめ直したようなもの。グリップを半回転捻ると『花弁』の色と重なるような偏光煙幕を下端からまき散らすが、自身は宇宙服の防護シェードを通して『花弁』を視認する事ができる。
『一五兄姉弟妹計画』の検体となり、『ハンプティダンプティ』という配役を与えられる。『箱庭』内の召喚儀礼のランキングにおける上位陣。

城山 雫（しろやま しずく）
召喚師の少女。神格級の『被召物』の扱いを得意とし、音域や神話圏に拘らず、八岐大蛇やニーズヘッグ、ヒュドラなどの暴竜を好んで呼び出す事で知られていた。『神話の存在が持つ邪悪な力の象徴』とも称された人物。
『一五兄姉弟妹計画』の検体となり、『ジャバウォック』という配役を与えられる。『箱庭』内の召喚儀礼のランキングにおける上位陣。

城山 カイン（しろやま カイン）
『一五兄姉弟妹計画』の検体となり、『ドードー鳥』という配役が与えられる。

城山 純理（しろやま じゅんり）
『一五兄姉弟妹計画』の検体となり、『侯爵夫人』という配役が与えられる。当時は7歳だったが、配役に合わせようと無理して妖艶な西洋喪服を着ている。帯紐を交差させ、背中に赤ちゃんの人形をおぶっている。

『ウミガメもどき』

『編み物のヒツジ』

#### その他
信楽 真沙美（しがら まさみ）
元『フリーダム』アワード3000の召喚師であり、三大勢力の全てのアワードを蒐集したサウザンドイーターの一人。通り名は『世界の果て（ワールドコンプリート）』。長い黒髪をシュシュでまとめてポニーテールにした、深い青のタイトスーツに白衣を着た美女。小瓶を携帯しており、この中にある青い粘液をブラッドサインへと硬質化させて扱う。リスやフェレットを依代にしている。召喚師としては基本に忠実でミスを犯さず、相手の失態を待ち構える戦闘スタイルであり、城山恭介の得意とする戦法の完成形とも称される。
飲酒を好み、どこにでも酒を持ち込むだらしない性分。学者としては几帳面で完璧主義な反面、冷酷なシステムを嫌い人間味のある優しさを重視するためリクエストに不満があれば勝手にスクリプトを追加してしまう悪癖で有名だった。『一五兄姉弟妹計画』の検体を回収する事を目論み、研究者の一人として計画に参加する。ガサツで飽きっぽく空気を全く読まないため周囲に怒られてばかりいたが、不思議とその温かな人格が『箱庭』の関係者に受け入れ『教授御前』と慕われるムードメーカーだった。
優しさの持つ力を信じ、不思議の国のアリスをモチーフにしたタロットの配役を当てはめ、白き女王のコントロールを願っていたが、計画は破綻し自身の責任を悔いる。『ガバメント』に所属していたが『秘匿大戦』時に女王と衝突し、生き残るために神格級被召物へとその身を転じて異界へ避難した。

『ヒューマニズム』
『秘匿大戦』以前における『ガバメント』の頂点に立つアワード2799の召喚師。肩のところで艶やかな黒髪を切り揃えた、フリルだらけの着物を纏う少女。老齢な口調で話す。一本の霊木から削り出した最も原始的なブラッドサインを扱う。三大勢力を渡り歩いて獲得アワードが四桁を超えたサウザンドイーターの一人。人の持つ強さの体現者。人の世から憂いがなくなれば異界に移ると公言するもの、その時期が来ないであろう事を悟っている。『秘匿大戦』を経て死亡する。

『百害の王（オープンブラフ）』
『秘匿大戦』以前における『イリーガル』の頂点に立つアワード0の召喚師。オールバックにした金髪で無精髭を生やし、マフィア映画から出てきたギャングのような男。アワード0のため召喚師とも本来は言えずに視界から外れた途端に召喚儀礼に関する記憶も失うが、自身に力があると錯覚させる事で人を支配し、召喚儀礼の業界全体に強い影響を与える人物。正しい労働を完全否定する『イリーガル』の理想の体現者。『秘匿大戦』を経て死亡する。

アイリス
『一五兄姉弟妹計画』の検体専属として『箱庭』に集められた三人の依代の内の一人。褐色の肌で、金髪を頭の後ろで結わっている。度重なる再契約から精神を安定させるために、車椅子のようなトゲ付きの拷問椅子に腰をかけている。

飽浦 大咲（あくら たいさく）
痩せぎすの体形に似合わない、作業用の分厚いつなぎを纏う男。『冒涜インスピレーション』とも称され、伝説めいた噂を持つ。重度のサイバーフォビア（コンピューター恐怖症）であり、電子機器ではなくオカルトの力で文明が維持される事を望んでいる。『一五兄姉弟妹計画』に携わる研究者だが、本来の目的を果たす気は毛頭なく、15人を使い潰して白き女王力の獲得を目論む。中でもアルベルトに注力して彼を最高傑作と呼んでいた。白き女王の顕現により『一五兄姉弟妹計画』が破綻した後も、オペレーション『三月ウサギ』を実行して『箱庭』に混乱を招いた。騒動の中で白き女王に殺される。

『極彩ミュージアム』
『ガバメント』の重鎮の男。戦闘よりも聖遺物やオーパーツの蒐集に興味を示し、物ではない生きた人間であっても集める老人。白き女王に関する資料を『箱庭』へ寄贈し、スポンサーという立場から『一五兄姉弟妹計画』を本来の目的から歪めていった。恭介とビヨンデッタ、およびアザリア一派からの襲撃を受けて館が壊滅する。

エルベスタ＝トイドリーム
『箱庭』の警備主任の男。トイドリーム社の跡取りでありながら、メルヘンについて勉強していくうちにその悍ましさに恐怖し、いつしか夢と幻想の国へ敵対するようになった召喚師。菓子作りが趣味。顔をガスマスクで隠し、全身を耐爆ジャケットで覆って、タコの脚のようなデバイスを腰回り装着している。

### その他の登場人物
アザリア＝マゼンタレイン
元『ガバメント』アワード930の召喚師で、当時の通り名は『瀟洒なる魔王(ゴールデンラグジュアリー)』。米系多国籍企業クアッドモータースの会長令嬢。14歳という年齢を考慮しても華奢で、艶やかな白い肌、透き通る青い瞳、縦ロール状の巻き髪にしてもなお腰まで届くほど長い赤みを帯びた金髪を備えた少女。オーダーメイド服の要所にフリルやレースをあしらった衣装を好む。マゼンタレイン家の一族の大半は獲得アワードを作為的に50程度に留めているため、高アワード保持者のアザリアは例外中の例外。自社製のシルクのリール型ブラッドサインを多数揃えており、状況を見極めて使い分けている。
人工霊場を跨ぐように『白棘』を四角形の軌道を描くように放ち、必ず自身の手元に戻ってくるように扱う。これを複数個同時に100%の精度で実現させる事で『白棘』を消費せず、並みの召喚師に比べて『被召物』の圧倒的な錬成速度を有する。「ガトリング」とも彼女に自称されるこの未消費・無制限の物量戦術は、地形が固定されていることが条件となる。そのため、市街戦や屋内戦などの入り組んだ立地での戦闘を好み、大きな『被召物』を呼び出さずに人工霊場のスケールの拡縮が生じないよう注意している。その圧倒的な『被召物』の錬成速度から他の召喚師を寄せ付けず、『白き女王』の召喚を得意とする、とまで噂されていた。
レプリグラス勢の豪華客船『プリンセス・アザリア号』にて世界中を無補給で移動できる。元々は名門マゼンタレイン家の男が市井の女性との間に作った隠し子であり、嫉妬に狂った正妻に八つ裂きにされる寸前でクロードに救われた。コンビニ食品などのメニュー表示もなく原材料不明の食品を好み、その衛生面でのいい加減さにスリルを感じて楽しんでいる。
恭介に敗北した事で召喚師としての驕りから脱却し、冷静な観察眼を得て人工霊場の拡縮にも対応できるようになった。白き女王と城山恭介から影響を受けた自分を2人の『子供』だと自称し、恭介を踏みにじる愉悦の虜となった。
クロードに助けられた自身に価値を見い出そうとする中で白き女王に辿り着き、白き女王に心酔する。『儀仗兵（ガードオブオナー）』を組織したが恭介に敗北して組織は解体。『極彩ミュージアム』に監禁されているところを『ザ・セイント』に救出され、白き女王の信奉集団『ブライズメイド』に勧誘を受ける。恭介に再戦を経てクロードと再会を果たし、『ガバメント』の流刑地ディアブル島にてクロードの元で監視生活を送る事になった。

フラクタル＝レスキンス
礼服の老人。アザリアの依代にして執事。本来依代は『戒めの象徴』を身に着け召喚師の指示以外のものを呼び込んでしまう事を防いでいるが、フラクタルは礼服そのものが従僕の証として長い時を経て身を成熟させているため、手枷や首輪などが必要ない。以前はクロードに仕えていたが、彼の命によりアザリアに仕える事になる。
体術にも優れ、ブラッドサインを持った恭介の攻撃を生身で捌き切り、彼のブラッドサインを奪い取る寸前にまで至った。

マックス＝レイヤード
『ガバメント』アワード501の召喚師。通り名は『完全勝利（パーフェクトゲーム）』であり、勝つためなら何でもやる事を信条とする。18歳程度の筋肉質なリーゼントの大男で猪突猛進な性格。ぶかぶかのTシャツにハーフパンツ、靴はバスケットシューズを履いている。ウィスキーの小瓶に子供用のシロップ式胃薬を入れて携帯している。スキー板のような素材でできたブラッドサインを扱っており、下端はスタビライザーに偽装した近接用鈍器になっている。
軍属の叔父の伝手で召喚儀礼の世界に踏み込む。勝てない勝負に挑まず、敗戦処理や撤退準備など他の召喚師が見逃した敗北者を横からトドメを刺す事で成果を上げていたため、依代に呆れられ去ってしまう事が多々あった。トイドリーム35にて恭介と彼岸を強襲したが無力化される。この失態によりレプリグラス操兵へ格下げされ世界各地に派兵された。何度目かの派兵先での『ガバメント』の施策に憤り、テント基地を襲撃するものの重傷を負うが、そこで出会ったエリ＝スライドの眼鏡に適い彼女と契約を結ぶ事になる。

エリ＝スライド
励起手榴弾の香煙（インセンス）の調香師。『アンプリファイア500』という異名を持つ依代でもあり、契約した召喚師の実力を最大値でアワード500ほど底上げするという伝説めいた噂を有する。『戒めの象徴』として全身にピアスを付けている。電子煙草の構造を組み込んだ巨大な断鎧斧を扱い、それに小瓶を刺し込む事で中身の薬剤を霧状にしてパイプ部分から噴霧し、複数が混じり合った接点に『香』を発生させる。人工霊場の阻害や認識阻害、記憶の忘却、召喚儀礼での敗北時のショック症状の軽減などを行う事ができる。
12歳程度の少女で、ウェーブの髪がかかった髪は金髪に染め、肌は小麦色に焼いている。ハロウィンのような魔女の帽子に大鷲の羽を刺し、特徴的な袖付きマントと、オレンジのキャミソールと黒いホットパンツにウルトラミニのスカート、ドリームキャッチャーを首から提げてた、西洋の魔女とネイティブアメリカンを合わせたような格好をしている。砂漠に緑地帯を作って絶滅したアメリカバイソンの個体数を回復させた功績を持つ。
アワード1000到達の瞬間に立ち会う事を望み、善悪論を抜きにして見込みのある召喚師を探していたところで瀕死のマックス＝レイヤードと出会い、彼の可能性を見込んで依代の契約を結ぶ。

紅小道 楓希（べにこみち ふうき）
恭介の高校の生徒会長。フランクな性格で巨乳の女子高生。トイドリーム本社のスカウト枠の最有力候補。霊媒体質を持つ。
安住玲司の依代候補の一人があったが、現在も続けているのかは不明。「戒めの象徴は体に刻むべき」という彼の教えに従い、トライバルタトゥーを背中の一面に刻んでいる。

安住 勇人（やすずみ はやと）
黒系のシャツとスパッツに、蛍光イエローのヘルメットや肘や膝のプロテクターを付けた12歳程度の少年。安住玲司の息子。紅小道楓希の近所に住んでいる。
恭介の介入により因果の改変を受ける前は、紅小道楓希の召喚師を務めて彼女を女主人（ミストレス）と慕い、その指示によって『殺し屋』として召喚儀礼を行っていた。三節棍にも似たブラッドサインを扱う。足場を崩壊させ、人工霊場の再構築を繰り返すことで敵召喚師の『白棘』のショットを妨害する疑似重力制御戦術を得意とする。

安住 玲司（やすずみ れいじ）
『イリーガル』アワード910の召喚師。通り名は『テロメアの終端』。特定の宗教、国家、企業、そうした枠組みの利害を超えて、人類にとって排すべき存在を検索して殺す暗殺集団『殺意のアンテナ』の創始者。何人もの依代候補をキープし、仕事に合わせて短期間の契約を繰り返していた。

マリア＝ハートオーシャン
『ガバメント』アワード109の召喚師。通り名は『無戦連勝（アカデミア）』。生涯一度も戦わずして獲得アワード数が100を超えた、召喚儀礼に纏わる純粋な研究者。ゆるふわな栗色の長い髪に、フレームの細い眼鏡、タイトスカート、スーツに合わせるような白いブラウスとループタイと白衣を着こなし、さながら学校の保健室の先生といった雰囲気を感じさせる。間延びした喋り方をする。
専行分野は霊障研究であり、その道の第一人者でもある。予算を引き出すために提案した『蟻塚』計画を主導していたが、本心では計画に賛同しかねていた。大規模な設備開発を得意とする。

簾堂 明也（れんどう あきや）
恭介のクラスメイト。帰宅部。何でも試して何でも飽きる性格。ファッションの一つとして常に女装しているが、女性として扱われることには憤慨する。図書委員ちゃんと同じ中学に通っていた。

巻原 洋司（まきはら ようじ）
恭介の通う学校へ、5月にやって来た同じクラスの転校生。髪の両サイドを金色に染め、中央の黒髪部分を強調した目つきの鋭い少年。
ビヨンデッタから『少女使い（ガールズバックドア）』を譲り受けた9人の囮役の内の一人。自身の境遇に対する鬱憤を晴らすために『少女使い』を乱用し、以前の学校で問題を起こし過ぎたためにトイドリーム35の高校へ転入した。が、転入早々、恭介やイザベルに袋叩きに逢った末に『少女使い』を没収された挙句、『ガバメント』に捕えられた。

王（ワオ）
緑娘蘭の知り合いの大男。C区画にある『イリーガル』の拠点、中華料理店『海紅菜館（ハイホワンツァイカン）』の店員。

深山 業蛇（みやま ごうた）
今年で50歳になる壮年の男性。『ガバメント』所属の高級軍人だが、これまで一度も戦場に赴いた事はない。A区画国際空港の一角を利用した『蟻塚』計画の警護主任。ビヨンデッタの脅迫に則ってマリア＝ハートオーシャンの護衛作戦を変更させたが、ビヨンデッタに裏切られて『被召物』の攻撃を受けて意識を失った。

ドロテア
『ガバメント』アワード666の召喚師。通り名は『ザ・セイント』で、聖女と魔女の二面性を使い分ける。修道服を着た金髪のシスター。白き女王の信奉集団『ブライズメイド』に所属し、組織における精神的支柱となっていた。依代は白き女王に無関心な10歳程度の少年であり、ドロテアの傍に少しでも長くいられる事のみを行動指針にしている。拘束具はや卵型のGPS付き防犯ブザー。1日の始めにコイントスを行って2人の主従関係を決める。
使用する励起手榴弾は聖水瓶型のガラス容器。投げキッスのような挙措で、剣呑みの手品のように唾液まみれのブラッドサインを取り出す。召喚儀礼を行う際は一瞬で衣装を変え、漆黒の左右非対称のマントと鍔広帽を纏った魔女の姿になる。この時、マントの下には衣服を着ず、赤いビスチェ系のランジェリーのみ。
コストでも音域でもなく、とある一神教の大天使以外では一切決着を付けない事で有名な速攻型の召喚師。宗教的な縛りを自身にかけているためアワードも中の上程度だが、その中でも生き残ってきた実力者。元は清廉潔白な敬虔な信徒であったが、白き女王へ心酔し傅くようになった。御供隊を編成して対城山恭介の自殺志願者を指揮した。

クロード＝マゼンタレイン
長い金髪を頭の後ろで束ねた粗野な隻眼隻腕の召喚師。右目に黒革の眼帯、金の刺繡が入った華美なコートを羽織るなど海賊のような恰好をしている。依代はリッキーと名付けた鷲で、クロード本人よりも頭が良いと語る。朝の始まりは1杯のウィスキーから始める等、ダンディズムを気取る筋骨隆々の大男。ブラッドサインは飴色のニスを塗っており、特殊警棒のような伸縮式。フリントロック銃のような外見の単発式グレネードランチャーを懐に忍ばせ、これで励起手榴弾を放つ事も可能。
隻腕のためブラッドサインの下端近くのグリップを握り、３Ａが先端近くを指で挟んで照準を任せる二人三脚の構図でショットを行う。高速スピンするように『白棘』をショットし、例え静止しても自然消滅をさせず再利用し、続く自弾で叩き出して一気呵成に花弁を支配する戦術を行う。
マゼンタレイン家の本家の跡取りであり、『血統庇護委員会』の者からは若様と呼ばれている。商品として売られてきたアザリアに自由を与え、彼女に自身の依代であるフラクタルを契約させ仕える事を命じた。この一件にて『ガバメント』のマゼンタレイン家から出奔し、順風満帆な生活から背いて『フリーダム』所属となる。秘匿大戦へ参戦していたが、右目を失いながらも生還を果たす。その後は３Ａに右腕を切り落とされながらも彼女の面倒を見る事を決意。トイドリーム35の一件を経て、アザリアの監視役として３Ａと共に『ガバメント』の流刑地ディアブル島に渡った。

３Ａ（オールアラウンドアーマメント）
身長120cmぐらいの無表情な少女。外見は8,9歳に見えるが実年齢は15歳。氷のような質感の長い髪をし、胸元に青いリボンをつけた丈の長い白い袖のワンピースを着ている。これは逆行を利用した光学効果を有しシルエットを錯覚させ、服の下に大量に仕込んだ暗器を気取られないようにするための工夫が織り込まれている。服の下に仕込めないウィンドラスパイクは、背中に背負ったたぬきのぬいぐみのリュックサックに隠している。これはストッパーを外すことで、刃渡り20cm程度のコンバットナイフを固定した250cmもの巨大な柄を有する得物に早変わりする。
意図してホルモンバランスを崩すことで第二次性徴を自ら否定した暗殺者。緑娘藍の規格量産化部隊を目指した『イリーガル』のプロジェクトで生まれた数少ない成功例。ただしオリジナルには劣る下位互換の後継機。組織の資金繰りのために傭兵をさせられていたところをクロードに拾われ、『導入の振子（クォーツペンデュラム）』による追加コマンドが無しでも少しずつ我を取り戻し始める。

エルヴァスト＝トイドリーム
3つの勢力を渡り歩いて『1000を超える者（サウザンドイーター）』へ到達した最強の召喚師。トイドリーム会長の直系の血筋。秘匿大戦後の『ガバメント』を席巻し、その全てを吸収併合させた暴虐の王。整える事を忘れた長髪はまばらに色が抜けた灰色に濁り、艶を失って大きく広がっている。無精髭にまみれた顔や筋骨隆々の体は酒や煙草による退廃の衰えが滲み、あちこちに古傷がある。高級車に匹敵するほど高級なジャケットを纏うが、無数の刃物傷と弾痕で風穴が空き、所々に赤黒い汚れが目立つ。
自身の影を踏んで赤茶色の錆びた塊を取り出し、これを何か打ち付ける事で外面の錆びを削ぎ落した黄金に輝くブラッドサインを用いる。天才の頭脳と野獣の直感を矛盾なく併せ持ち、常人には予測不可能な『薔薇』の配列パターンを地形から予測する事ができる。これにより、最初の1打で白き女王をいきなり呼び出す術を有する。依代に憧憬を抱かせるほど徹底的な調教を行う中でも、敵意を維持し続けた緑娘藍に惚れこんでいる。傍若無人な世間の印象とは裏腹に、最強という伝説の呪縛から解き放たれたがっており、自身の手では不可能な事も自覚している。白き女王の永続召喚に使う人形を完成させたが、満足せずに自ら破壊した。忘我状態の緑娘藍の不意打ちを受けて絶命する。

ドクトルS
2m近い筋肉質な大男。白髪で初老にさしかかっているように見えるが実年齢はもっと若い。城山恭介の実父。漆黒のライダースーツの上に白衣を羽織り、戦闘機のパイロットのように酸素吸入器付きのフルフェイスヘルメットを着用している。吸入器から伸びるチューブは車輪付きの酸素ボンベと接続しており、足元に転がされている。酸素量の調節や空圧チューブで自らを縛ったりする事で疑似的な高圧大気下を再現して脳の活性をコントロールしている。吸入マスクとボンベは替えの物を携行している。城山恭介と同等の戦闘技能を有する召喚師。身の丈以上もの長大な日本刀を鞘に納めてブラッドサインとして扱う。霊媒適性のあるジョロウグモを育種し、ある程度の個体数を確保する系を用意してある。
1999年7月に第三の召喚儀礼を発見し構築した研究者の一人。この世の恐怖を克服し尽くし、唯一残された「白き女王の恐怖」を堪能するためにガイドレールとしての役割を負う人間の作成を試んだ。第一世代は研究所の無菌環境が相まってストレス耐性を持たず失敗に終わったため、第二世代では実子2名を被検体に据え一般家庭での開発が試まれ、城山恭介が作成された。城山姓はこの長期プロジェクト用に用意された偽名。『女王の箱庭』へ恭介を潜り込ませて白き女王の簒奪を企図していたが、恭介が役割を放棄した事で失敗に終わる。

シンセアリア＝ハイランド
東欧のフランギルド永世中立王国における当代の君主である姫君。オリヴィアの母親。腰まである長いウェーブの金髪、露出の少な目なロングスカートのドレスをしている美女。娘を「ヴィアちゃん」、恭介を様付けで呼ぶ。依代であり、今はもう失われた家族との思い出を全て込めたロケットペンダントを戒めの象徴としている。「母」「わらわ」「私」と、意図する立場に応じて一人称を変えるよう意識した話し方をする。
依代でありながら、配下の騎士団の中から常に最も優れた男を召喚師として選出してきた独自の完全実力制度を構築しているため『ガバメント』アワード913を名乗っている。そのため有史以来最大の再契約回数を誇り、副作用で魂が変調して耳は外側へ伸びたエルフのような外観になってしまっている。夫さえ騎士として実力不足であるならば放逐する等、その実力主義が相まって『国家と結婚した花嫁（ノーブルブライド）』という通り名が付けられている。プラチナの懐中時計の形をした励起手榴弾を依代の彼女が所持して使用する。

レイチェル＝ワームウッド
肩甲骨に届く長さの赤毛と細いフレームの眼鏡をかけた女子大生くらいの年齢の美女。白いブラウスやワインレッドで長めのタイトスカートの各所に時代錯誤な銀の装甲を装着している。アスリート系でありながら理知的なインテリな雰囲気を同居させる。恭介の功績を嫉妬して何かにつけて敵愾心を発揮させるが、そんな様子をシンセアリアにからかわれている事を本人は自覚していない。
シンセアリアと契約する、当代のF国騎士団の中では最強の召喚師。腰から提げたバトルフックは2m大に伸縮し、これをブラッドサインとして使用する。

レオナルド＝パウンズ
『ガバメント』に属する新興宗教組織を立ち上げた中年男性。元々はシカゴの路地裏暮らしで、相棒のケビンと共に恐喝を繰り返していた。フリマを活用して自身の性欲を正当化するSEX教義を確立してエアクッション船という移動型拠点を構えたが、城山恭介の目に留まり壊滅させられる。

マイケルアンゼ＝トイドリーム
トイドリーム社の現会長の白髪の老人。世界的な童話作家であり、既存の童話に独自解釈を加えて様々な作品を世に送り出していた。愛歌の祖父でもある。

『戦争虐殺者（ウォークリミナル）』
『イリーガル』アワード999の召喚師。適当に揃えた五分刈りの髪に、チーム名のない野球の練習着を纏う特徴の薄いサングラスをかけた少年。本名不明であり「入狩 太郎（いりがる　たろう）」という偽名を使う。『イリーガル』の頂点に君臨し、単純な人間の殺害数なら業界で最大とも噂される凶悪な犯罪者。一度スイッチが入ると敵味方の区別なく殺し回り、個人の戦闘が戦争と形容される。そのため彼を護衛する部隊は『決死隊』と呼ばれ、損耗率も『イリーガル』内の第一位。かつて恭介の手で5回は闇討ちされているが、その度に被害を予想以上の規模へと拡大して煙に巻き消息をくらましていた。女王の有無に関わらず人間は無責任に生きているのを自覚し、開き直ったかのように誰しもが抱える悪性をただそのまま振るう人格の持ち主。誰の隣にもいる「顔のない少年Ａ」のような存在。
虚空から150cm大の3本のデビルスティックを生み出して同時に運用する。フェイントを得意とし、罪や裏切りと深く結びついた被召物を好んで運用する。
依代は彼の幼馴染みの少女。ウェーブがかっか赤みの強い栗色の髪を頭の後ろで二つに結わい、燕尾服のようなベストをつけた真っ白なバニースーツを纏っている。スタイルはいいが化粧っけはない。トートバッグに柄付きの励起手榴弾を入れて保管している。背中の骨格にレプリグラスを組み込まれており、本人の意識とは無関係に赤い翼が自動迎撃を行う。

城山 夏衣（しろやま　なつぎぬ）
栗色の髪を頭の後ろでまとめ、地味なブラウスとロングスカートを纏う20代の控え目な外見の女性。オリヴィアやシンセアリアを超える依代の適性を持ち、被召物の意思を抑圧し物理的に発声に至るまでの制御能力を有する。
流されやすい性格であり、そこをドクトルSに付け込まれて城山恭介の開発に加担したが、最終的にドクトルSに射殺された。

### 通り名のみで登場の召喚師
『ピーキーAAA』
『ガバメント』アワード590の召喚師。冥乃河彼岸の討伐の命を受け恭介を強襲したが、敗北し無力化された。

『慈愛の悪魔（ディアボロス）』
『ガバメント』アワード719の女召喚師。冥乃河彼岸の討伐の命を受け恭介を強襲したが、高輝度LED軍用ライトで眼晦ましに合い励起手榴弾が不発に終わり、返す刃で彼に投げつけられた励起手榴弾を顔面に受け昏倒した。

『血祭ラプソディー』
『ガバメント』アワード780の召喚師。冥乃河彼岸の討伐の命を受け恭介を強襲したが、彼のプレッシャー戦術および視界の妨害によって『被召物』のコストも音域も圧倒的に不利な状況に晒され、『人郭』を破壊されたことで敗北した。

『L.D.250』
20代半ばの年齢の女性。長い髪は後ろで束ねただけで、服装は上下共に安物のジャージで済ませている。アワード954。『ガードオブオナー』は全員共通して『唯一無私』という銘を名乗り彼女もそうしているが、本来所属していた『フリーダム』における彼女の通り名は『L.D.250』。過去を捨てる事で『ガバメント』や『イリーガル』をも渡り歩いてきた経歴を経て、『ガードオブオナー』での召喚儀礼の指南役として収まった。

『スカイブレイン』
『イリーガル』アワード701の空中戦専門の女性召喚師。依代の名前はアイコ。周囲の水分を集めて凝縮し、渦のように巻いたブラッドサインを用いる。太平洋上高度5000mにてマリア＝ハートオーシャンを強襲しようとしたが、恭介とイザベルに迎撃され無力化された。

『スコーピオン11』
『ガバメント』アワード809の召喚師。よれよれのスーツを着た冴えないオヤジ。色褪せた帽子を目深に被っている。常に勝てないはずの勝負を挑み、何故か最後まで生き残るというジンクスめいた伝説を持つ。『ガバメント』の仕事をお役所仕事と語る反面、それなりの矜持も持っている。依代は、少女趣味丸出しのドレスを纏う華奢な少女、彩香（あやか）。
召喚儀礼に拘らず、励起手榴弾の炸裂前にレプリグラス操兵の部隊で集中放火をさせるため、獲得アワード数も伸びない。古いマッチを擦り、軌跡で描いた炎の槍から超硬度の黒炭のブラッドサインを作り出す事が出来る。力任せなパワーショットを得意とする。
D区画の『蟻塚』の拠点を守るために『仇染め』を迎え撃つが敗北した。

『恩讐アグレッサー』
『ガバメント』アワード892の女性召喚師。基本に忠実をモットーに、実戦配備よりも後方での新人育成に精を出す鬼教官。『ガバメント』の戦力層を分厚くさせる功績を持つ一方、自らが育て上げた愛弟子が殺された場合のみ最前線に顔を出し、この世に束の間の地獄を顕現させると恐れられる『ガバメント』の隠し球。なお、逆に愛弟子が救われた場合は勢力の垣根を越えてでも恩返しに向かう。

『呪い人形』
『イリーガル』アワード500の依代出身の召喚師。自身の霊媒体質による暴走状態を敢えて戦術に組み込み、自殺まがいの挙動で本来のアワード以上の戦果を上げる。ただし、一度暴走が起これば敵味方の判別がつかなくなり、仲間との共同作戦は一切不可能。

『ござるサマナー』
『フリーダム』所属の召喚師。常にござるザムライの着ぐるみを纏う。相当な実力者だがムラっ気が強いのが特徴で、一説では複数人が代わる代わる着ぐるみの中に入っているとも噂される。複数勢力をまたいだ過去の戦歴を全て合わせると1000を超える計算になり、アワードは測定不能。

『獅子の心臓』
『イリーガル』アワード808の召喚師。マックスと協力し恭介と姫川に挑んだが敗北する。

『ハーレムコレクト98』
『フリーダム』アワード897の召喚師。マックスと協力し恭介と姫川に挑んだが敗北する。

『デリバリーH2H（ヘヴントゥヘル）』
『ガバメント』アワード699の召喚師。召喚儀礼の業界専門の運び屋。主に古文書や呪いのダイヤなどのコレクターズアイテムの運搬を得意とする。意図して争いを避けているため、アワード以上の実力を持っている。ビヨンデッタを『極彩ミュージアム』に輸送する過程で恭介の襲撃に遭う。

『有刺鉄線（アイゼンローゼン）』
『イリーガル』アワード887の召喚師。へそ出しの黒い革のジャケットにタイトスカートを纏う、ショートヘアでグラマラスな女性刑務官のような恰好。葉巻を吸う。トンファーを伸縮させてブラッドサイン、火酒の小瓶の口に英字新聞（イエローペーパー）を丸めて挿したものを励起手榴弾として用いる。依代はファンという名で、白黒の囚人服を纏い足首に鎖付き鉄球を嵌めた、紫に染めたウェーブの髪の幼い少女。『戦争虐殺者』の直轄警護を務める決死隊の一人。

『轢殺処刑人』
『イリーガル』アワード749の召喚師。首からバズーカ砲にも見紛う巨大な一眼レフカメラを提げ、黒い覆面をした上半身裸の大男。巨大な鉄道レールをブラッドサインとして用いる。依代は車掌や運転士に扮してタイトスカートを着た西洋人形のような少女で、時刻表をクリップボードに留めて戒めの象徴としている。
本来は『イリーガル』の掟を破った者をスケジュール通りに淡々と狩り殺す事を生業としていたが、現在は『戦争虐殺者』の直轄警護を務める決死隊の一人。『イリーガル』所属である事に固執するため獲得アワード数は実力よりも少なく、実際には+200相当のスペックを有する。
神格級被召物の『ガルーダ』『スレイプニル』などの神獣を好んで使役する。また、依代の少女が乗内アナウンスのように呪歌をそらんじる事で召喚師をトランス状態へ導き、肉弾戦で圧倒する戦法も用いる。

『モンスターフリーク』
『イリーガル』アワード908の召喚師。牛や蛇や鰐など動物の革ばかり集めた黒ジャケットを羽織る男。禁制品の象牙を削り出し、鼈甲で飾り立てたブラッドサインを扱う。依代の名前は「スモモ」。

『クリエイションデッド』
『イリーガル』アワード900の召喚師。

『殺人アクロバット』
『イリーガル』アワード887の召喚師。

『破戒僧』
『イリーガル』アワード910の召喚師。

『人形✟劇場型犯罪✟装置』
『イリーガル』アワード891の召喚師。召喚儀礼に縁のない一般人を小金で雇い一斉に襲撃させる事で、接敵時に「召喚師本人が誰か分からない」状態を作り出し初手で勝負を決めにかかる速攻型の召喚師。

## 世界観
「この世ならざる者『被召物（マテリアル）』」を呼び出して戦う召喚儀礼という技術、およびそれを扱う召喚師という職業がある世界が舞台となる。基本的に現代の現実世界に即しているものの、現代より科学技術が発展していることがうかがえる部分がある。一方で、詳しく解明されているわけではないものの魂や幽霊といった概念も存在する。召喚儀礼に依らずに発動できる異能の類も存在はするが、大した事は行えず、作中では主に召喚師がブラッドサインを用意する程度の事にしか使われない。
召喚儀礼の業界に関与する人間は三大勢力と呼ばれる以下のいずれかの勢力に所属している。
フリーダム
三大勢力の一角という括りが与えられてはいるものの、実質的には上下関係のしがらみや横の交友関係もない500人もの個人召喚師達の総称。実力は総じて高く、特に高アワード保持者は多国籍連合軍や国際マフィアを相手に単騎で戦いを挑める程の実力を有する。
『ガバメント』と『イリーガル』のどちらにも迎合しないが、現状ではどちらにも手を貸すことで治外法権を獲得しているような状態となっている。

ガバメント
60の政府、宗教、多国籍企業の出資からなるオカルト用の国防軍。召喚儀礼という見えない資産を適正に管理することを組織の意義とし、「正義の味方」「世界の警察」を自称する。三大勢力の中では最大規模を誇り一枚岩を謳ってはいるが、様々な派閥が存在し内部で腐敗も進んでいる。科学技術にも秀でてレプリグラスの開発・運用が進んでおり、召喚師のルーキーはまずレプリグラス操兵として徴兵され依代無しで血の洗礼を受ける。この試練を乗り越えた召喚士から順に依代があてがわていく。
『イリーガル』とは敵対関係にあるが、『フリーダム』へは仲介人を通すなどして依頼を行うこともある。

イリーガル
およそ330の犯罪集団の寄り合った勢力。現行の法制度よりも自らが決めた鉄の掟や血の結束を重視し、それによって世界を統治することを望んでいる集団。ただし、そういった主義・信条は統一されておらず、各組織でバラバラになっている。
『ガバメント』からすれば犯罪集団に過ぎないが、『イリーガル』にとっては自分達で決めたルールの中で治安維持活動を行っているに過ぎない。

## 召喚儀礼
作中における召喚という単語は、現代日本で一般的に使用される意味合い（summon）ではなく、西洋近代魔術などにおける本来の意味での召喚（invocation）として使用されている（ただし『縫界召喚』や『世界の果て』はsummonの意味合いが近い）。
19世紀末に設立され現代の儀式魔術の主要なルーツとなった黄金の夜明け団の魔術体系では、天使や霊の名から抽き出した線形をシジルと呼ぶ。この線形は、『天使名の各文字を数字に変換し、惑星の魔方陣上に順番に線を引く事』によって得られるが、作中でモチーフとなっているのは『22文字のヘブライ語アルファベットに対応する花弁をもつ薔薇の上に線を引く方法』だと考えられる。

### 召喚儀礼の用語
召喚師
職業的召喚師を指して言われる。『被召物』の「名前を刻み（＝『花弁』をスポットに打ち込む）」、依代に憑依させる事で召喚儀礼を執り行う者。
一般に、獲得アワードが多い召喚師ほど腕が高いと評価される。召喚師には特別な才能は不要で、誰でもなることが出来る。特に強力な召喚師には通り名がつく。これは第三者の間で勝手に流通するものだが、ルーキーが名を売るために自ら流布する場合もある。
獲得アワードが100を超えた辺りから、扱う「大きすぎる存在(被召物)」とその痕跡から目を背けようとする精神的な働きによって、召喚儀礼の業界に関わらない人間からは意識を避けられるようになり、最終的に相手の視界から離れる度に忘れられてしまうようになる（もう1度会えば思い出すものの、当人に忘れているという認識はない）。
召喚師が召喚儀礼の敗北のペナルティを負うのは、防護円が展開され依代と意志が接続された場合のみである。

依代
『被召物』を憑依させる対象となる者を指す。召喚儀礼は召喚師のみでは成り立たず、契約した依代と一組となって初めて可能となる。
召喚師と異なり特殊な才能（霊媒体質）が必要。『人間』という定義を示すに値する人物ほど被召物から契約対象として認識されやすく、人間側からも憑依中に同調しやすいため依代として優秀であるとされる。「戒めの象徴」を身に着け自身の心理状態を外部から制御する事で、怨霊や邪悪な精霊などの『呼び出してもいないもの』に憑依されないようにする必要がある。霊媒体質の保有者は戦闘中に被召物からの干渉が強すぎるため、召喚師としては成立しない。
獲得アワード数は契約した召喚師に依存し、100を超えた辺りから召喚師と同様に一般人からは視界から離れる度に忘れられるようになる。
本質的に依代側が『被召物』の肉体を完全に操る事はできず、『被召物』の行動の源泉たる「肉を喰いたい」「血を吸いたい」などの欲望の対象（照準）を別のものへ向ける間に合わせの照準制御しかできない。依代側が強く意識を保たなければ、『被召物』は無秩序な破壊を撒き散らす。『被召物』を憑依させている間は召喚師とテレパシーのように思考を通じ合わせることができる。
召喚師の世界へ飛び込んで依代となる人間には碌な出自の者がいないとされる。
憑空暴走（イマジナリーフラッシュバック）
依代が陥る軽度の召喚エラーの一つ。被召物に変じる前に抱えていた不満や欲求が、元の体に戻った途端に倍加して噴き上がる特有の現象。

契約
召喚師と依代は2人一組のペアを作り、契約が結ばれる。契約の更新がある場合などは、新しくペアを組む双方の完全な合意の上にのみ成り立ち（脅迫・気絶中・催眠・暗示下では適用されない）、契約関係が上書きされるため、旧ペアの都合は考慮されない。この契約の仕組みは未だ謎が多く、思わぬ副作用が生じる懸念もあるとされている。肉眼で依代を捉えられる範囲に限り、召喚師側からのみ契約を解除できる。依代に被召物が憑依している状態では、契約を解除する事はできない。契約を解除した依代はアワードが0に戻る（浄化される）。

アワード
自身の所属する勢力が契約した未踏級の『大三角』から、その召喚師の言動の結果によって魂に直接刻まれる形無き報酬。
獲得アワードが100を超えた辺りから召喚師や依代は一般人に認識されなくなる。正しくは「全力で意識を逸らされる」といった状況に陥り、目で見ることはできても、視界から外れた途端に存在を忘れ去られる。召喚儀礼が世に広まらないのは単純にこういった理由が原因で、「大きすぎる存在（被召物）」やその痕跡を真正面から受け止められるほど一般人の精神は強くないからである。
召喚師の間では「各々の組織で定めたアワードの獲得数が1000に達すると棲む世界が逆転する」という伝説が信じられ、アワード1000（サウザンドイーター）になると現世と異界がひっくり返り「向こう」の存在として、新たなる神話の主役として既知の神々と立ち並ぶ、とされている。アワードは獲得数が上がれば上がる程に新アワードの獲得難度が恐ろしく高くなり、作為的な到達不能点を設定しているのでは、とも囁かれている。

香煙（インセンス）
西洋魔術の儀式場に焚きしめる事で俗世から隔離し、術者達の精神的トランスを促す香料。
励起手榴弾（インセンスグレネード）
ヘアスプレーくらいの大きさの300g程度の金属缶で、ピンを抜いてから約3〜5秒で起爆する。衝撃波や破片ではなく『香』を辺りに噴出し、同時に起爆地点に光を使った複雑な紋様が描かれ、その起爆地点の面に接着するように『人工霊場』を展開する。
人工霊場の展開には条件があり、起爆時に標的を目視することが必要となっている。この『標的の定義』は使用者のイメージに依存し、例え敵が着ぐるみ姿であっても、その中にいる相手を明確にイメージする事ができれば『標的』として人工霊場の構築に成功する。故に、正確な形をイメージできない「強烈な逆光」「分厚い雲」などには認識を阻まれやすい。仮に視認できない場合は起爆しても何も起こらず、依代と契約していない場合も効果は見られない。
効力は10分程度で、時間が過ぎると人工霊場は消失する。また、使用者の召喚師と依代は起爆時にその地点へ重力や慣性などの物理的な制約を無視して引き寄せられる副次的効果がある。
励起手榴弾は個々の召喚師ごとに繊細な調合を行う必要があるため、敵から鹵獲しても使用できず量産化もできない。そのため、物資を補給するには自作するか専門の業者に頼るしかない。

霊場
深山幽谷や熱帯雨林といった前人未到の秘境や、神宮、聖堂、神殿などの「わざわざ覗こうとは思わない」「深入りするくらいなら関わらない方が良い」といった自然な忌避感情を呼ぶ場所。昔は「どこでも神様は現れる」と信じられてきたが、改めて宗教関係者が計算したところ、実際に降りて来られる場所や条件は極端に少ないことが判明した。中途半端な聖域であれば相当数あるが、そういった場所は『出口』が詰まって心霊スポットに化けるケースが多い。
人工霊場
励起手榴弾によって展開される青く輝く霊場。最小で一辺20mの立方体をとり、内部で召喚された被召物の大きさによってその都度拡縮する。励起手榴弾使用者の召喚師・依代、そして彼らから標的として目視された者や『白棘』『花弁』にのみ物理的な壁のように機能し脱出を物理的に阻む。
励起手榴弾の炸裂時に最も距離が近い面が人工霊場の基準面（地面）と認識され、その面から疑似重力が働く。そのため壁や天井で起爆した場合は、霊場内部の人間は本来の重力を無視して壁や天井に立って行動する事となる。基準面が移動するもの（乗り物の上など）だった場合、戦っている当人達を基準に『薔薇』『花弁』『スポット』も自動的に相対速度が合わされる。
人工霊場の基準面（地面との接着面）が破壊された場合、励起手榴弾の使用者が次に足で触れた地点が基準面となって人工霊場が再構築され、『花弁』は古い人工霊場から新しい人工霊場へと移動する。この時、疑似重力とスポットも上書きされる。足場が崩壊し人工霊場が浮いている状態ではスポットは消失する。
人工霊場内の召喚師や依代は肉眼以外のセンサーやカメラには映らない。融合した人工霊場の主格は、最初に展開した使用者に依存する。

契約に用いる血の筆跡（ブラッドサイン）
『白棘』に干渉できる唯一の祭具であり、召喚師はこれを用いて召喚儀礼を執り行う。
種々様々な宗教によって名称は異なるが、職業的召喚師においてはこう呼称される。召喚師によって形やサイズは様々だが、多くは180cm以上もの長大な棒状。

白棘
人工霊場の展開時に召喚師の手前に3個現れる白珠の光。10秒で1つが手元に補充され、手元に浮遊させてストックしておける数は最大で7つ（ブラッドサインに弾かれ人工霊場内を動いている『白棘』はストック数にカウントされない）。
召喚師や『被召物』や『防護円』は素通りする。一方で、召喚師が（ブラッドサインを通じて）干渉できる唯一の存在。召喚師はこの『白棘』をブラッドサインで弾き『花弁』へ衝突させることで間接的に『花弁』を操作する。地面・壁などの物体や人工霊場の端にぶつかって反射を繰り返し、3秒間動きを止めると自然消滅する。よって静止から3秒以内にブラッドサインで動かすことが出来れば再利用可能。
既に展開され固定された人工霊場へ外から第三者の召喚師が踏み込む場合、『白棘』を3個消費する必要がある。

花弁
ある『音域』とアルファベット1文字をそれぞれ刻まれた林檎大の真紅の球形の光。
召喚師・『被召物』・『防護円』は素通りし、ブラッドサインを以てしても直接的な干渉はできない。『白棘』とは異なり、動きを止めても消滅せず浮遊する。
人工霊場の発生時、及び4種類ある各『音域』の内1種類の『花弁』全てが消費された時、『花弁』216個が凝縮された『薔薇』として補充される。『薔薇』がどのような配列パターンの構成になるかは地形に依存する。

スポット
人工霊場の展開時に霊場内部に36か所発生する、握り拳大の「どの方向から接触しても落ちる穴」。発生位置は地形に依存する。召喚師が『白棘』を介して『花弁』を『スポット』に落とす事で、花弁に刻まれたアルファベットを召喚に使用できるようになる。自然に落ちた花弁はどちらの召喚師のものにもならず消費される。

音域
『花弁』並びに『被召物』が持つ音の因子。高音・中音・低音・極低音の4つが存在する。
『被召物』においてはこれが属性として機能し、高音が中音に強く、中音が低音に強く、低音が高音に強いという三竦みの関係になっている。
『花弁』に於いてはアルファベットに応じてそれぞれbcdfghjが低音、klmnpqrが中音、stvwxyzが高音、aiueoが極低音である。

被召物（マテリアル）
異世界の住人、この世ならざる存在と呼ばれる。意味は「意思を求めぬ道具としての脅威」。
各々の召喚師が『スポット』へ落としストックした『花弁』を取捨選択して適宜並べ替え、その『花弁』に刻まれたアルファベットで『被召物』の名を刻み、その名と一致する被召物を召喚する。スポットに入れた『花弁』は消費せずに放棄することも可能で、『被召物』の召喚が行われる度にスポットに入れていた未使用の『花弁』は全て自動的に放棄される。また、同コスト同アルファベットの『被召物』でも様々な種類の『被召物』が存在する。
この際使用される『花弁』は特にコストと呼ばれ、基本的にはコストが多ければ多いほど強力な『被召物（マテリアル）』とされ、コストとして使用された中で高音・中音・低音のいずれか一番多いものがその『被召物』の音域となる。この音域は被召物同士の戦いにおいて影響力が強く、コスト差が10以上開かない限りはどう足掻いても音域の力関係は覆せない。
召喚儀礼開始時はコスト1の被召物しか召喚出来ず、コストの多い『被召物』を召喚したければ、コスト1つずつ上げて順番に上書きしていかなければならない。上記の音域の関係性から、召喚師は基本的に相手の『被召物』より優位になるように音域を調整しながらよりコストの高いものの召喚を狙って戦うこととなる。
『被召物』には規格級・神格級・未踏級の3つのランクが存在し、それぞれ絶対的な力の差がある。
ブラッドサイン式では『音域』と『コスト』によって召喚物の強さが決まる。
規定級
人が神へ手を伸ばす足掛かりとして、人為的に組み立て異世界へ埋め込まれた存在。規定級のみ、同時に同じ被召物をその場に別々に召喚する事が可能。

神格級
世界各地の神話の神格や怪物などが各々個別に発生した異世界の住人。規格級では音域の関係で有利であってもなお太刀打ちできない程の力を有する。規格級100体を召喚しなければ召喚できない。
同一神話内もしくは別の神話での関係性に応じて恐慌状態や混乱に陥るなど、コストや音域によらない相性の問題も存在する。

未踏級
全て人間の女性形の姿をしている、それぞれが色をベースに異界の理を一つ一つ管理する存在。その理を集約する事で『白き女王』から一つ一つ力や強さを奪い、異界の中で封殺する役割があるのだが、その法則や公式は破壊され完全に失われている。神格級を50体召喚するか、召喚する『被召物』の名を順番通り正確に刻むことで召喚出来る。人型の姿を取るためか、人郭は心臓部に格納される。
『フリーダム』、『ガバメント』、『イリーガル』にそれぞれ肩入れし召喚儀礼を取り仕切っている『大三角』と呼ばれる存在もここに属する。『大三角』の『被召物』は人類への面倒見がとりわけ良い。

特殊な被召物
清濁万象を呑み干す「漆黒」の顎《nu・lp・eu・bf・zuh・ei・jkv・iu・a・xw》
特定の禁忌（後述）を犯すと犯した召喚師の被召物がこれに変化し召喚師を食らってしまう。召喚師達からは忌み嫌われる存在。その正体は白き女王の悪性とも呼べる存在。文字列を並べ変え、高音、中音、低音と揃えると白き女王と同じだけの文字を使用している。漆黒の顎として現れるが、本来の姿は白き女王が真っ黒になった状態で同一。またペナルティが執行される前に条件を崩せば顎は消える。

ただ一つの目的を貫徹する色彩なき童女《aie・a・oio・ei・ueo・ioa・e・uai・ee》
極低音の母音のみで構成された音域の存在しないコスト21の人造被召物。城山恭介の第四の召喚儀礼により白き女王を打倒するためだけに生み出され、特別な依代でなければ召喚する事ができない。あらゆる色彩が定着を拒んだような透明の肢体を持ち、胸の中央に脈動する光を備えている。ウェーブがかかったロングの髪を腰まで伸ばし、頭の後ろの髪を猫のように尖らせている。長い前髪で瞳を覆う、完全に骨格が仕上がる前にも見える小柄な少女。機械でできたスカートのように膨れ上がった重装の下半身と、可憐な乙女のように繊細な上半身が組み合わさった造形。光輪のように背負う12の巨大な書物へ、災害、猛獣、疫病、処刑、戦争などあらゆる死を詰め込んだ破壊の権化。
扇のように広げた薄い栞を背負う12の終末の図鑑へ放り投げ、革張りの本が大顎のように開いて貪り、世界を破滅させる終末の現象を攻撃として放つ。対女王専用に調整されたピーキーな性能であり、白き女王が獲得した第三の召喚儀礼の設計仕様Factsを分析し、あらゆる対抗策をデジタルに処理し相殺・無効化が可能。逆に、他の未踏級被召物との通常戦闘では敗北してしまう。規定級・神格級・未踏級を経ずに自身を直接召喚に導くように、スポットの出現位置や花弁の軌道などを強引に歪める事が可能。
城山恭介の妹「畏愛」の霊魂が取り込まれていて、城山恭介を「にーさま」と呼び慕い彼を守るように寄り添う。城山恭介からは「RQ=キャット」と呼称される。白き女王の殺害に成功したものの内部構造が破損し、恭介を守るという意識を持ちながらも照準を見失う自失状態に陥ってしまった。人工霊場を直接破壊する等、現存のブラッドサイン式では対抗不可能な新たな脅威を迎えることとなった。8巻において存在が出来たのは女王が依代となって彼女を存在させていたため。

『叡智』
言語では表現不能であり、ゆえに名前を持たず音域もコストを存在しないためブラッドサイン式では召喚不可能な未踏級被召物。白き女王に合わせて白色であり、長い銀の髪を頭の下で二つに縛っている。衣服の代わりに幾重にも体に巻いた幅広のベルトに、テンキー、カードリーダー、ダイヤル、磁力錠の鍵穴、掌紋読み取り用ガラス板、虹彩認証スコープを接続している。白き女王に対して「妹」のような関係を意識し、過保護に世話をしようとする。
自身は戦闘能力を持たず規定級被召物よりも弱いため、言葉を以て影響力を果たす。全能の白き女王に対し全知の立場にあり、異界の情報を白き女王へと伝達するガイド役として存在していた。白き女王が城山恭介に出会い『叡智』を介さずに現世とコンタクトを取った結果、不遇の末路を辿ったと解釈し、彼女を守るために城山恭介の排除を画策する。

防護円
旧来の西洋魔術における召喚術と同様に、現代の召喚儀礼においても『召喚円』とは別に召喚師に防護円が展開される。これは、依代に憑依した『被召物』の力の一端を借り受ける事で発動され、自分で呼び出した怪物に儀式を邪魔されない事が目的とされる。効果は大きく分けて後述の2つであり、本来の『防護円』の用途とは異なるものの、その効果が戦闘行動において大きな副次的な恩恵を与えている。1つ目は「あらゆる外的要因を食い止める」効果であり、召喚師のあらゆる物理的接触（『被召物』の攻撃も含む）を阻む。これにより、召喚儀礼の最中は召喚師へ一切干渉をする事ができなくなる。2つ目は「内的要因によって儀式の途中で召喚師が倒れる事を防ぐ」効果であり、召喚儀礼の最中に召喚師が病気になろうが寿命を超えようが、儀式を稼働させるためのシステムの歯車として召喚師は『被召物』の力により強引に生かされる（『防護円』が解除されれば死ぬ）。

人郭
依代は被召物の憑依中『人郭』という1m程度の影のような状態となっており、これを破壊することで破壊された側の被召物が消滅し、召喚師同士の戦いに決着がつく。

チェイン
敵方を撃破し、その時の人工霊場の制限時間がまだ残っている場合、その「余熱」によって移行できる待機状態。おおよそ90秒程度。人工霊場の固定が解除され勝ち残った召喚師と共に移動できるようになり、新たな標的を人工霊場に取り込む事でさらに10分間の延長が可能。人工霊場は継続しているため被召物は解除されず、次に人工霊場に取り込んだ相手と戦う際に最小のコストの被召物から始めなくて済むため、非常に有利な状態で戦闘を始めることが出来る。ただし裏技的な用法であるため依代にかかる負担は倍化していく。また、励起手榴弾の炸裂時に、標的を20m立方の人工霊場の檻の中へ捕捉できなかった場合、基準面に固定されたまま『チェイン』待機状態となる。
待機状態の人工霊場が衝突した場合、人工霊場は融合される。また、人工霊場をタイムリミット以外で自ら解除できるのはこのチェイン待機状態時のみ。

禁忌
召喚儀礼の中である条件を満たした場合、自身の被召物が『清濁万象を呑み干す「漆黒」の顎《nu・lp・eu・bf・zuh・ei・jkv・iu・a・xw》』という特殊な被召物へ自動的に変化し、条件を満たした召喚師自身へと防護円を無視して襲いかかり殺害する。
禁忌の一
高音・中音・低音の『花弁』をそれぞれ同数『スポット』に落とす。
禁忌の三
『白棘』のストックがない場合に自身の放った『白棘』を『スポット』に落とす。

### 召喚儀礼の種類
第一の召喚儀礼
確実な理論に基づく一定の手順によって、100%の精度で自己の内面を上書きする技術や、それによって確実な利益を獲得するための方法論全体を指して定義される。
具体例を挙げると、被害妄想、スポーツ選手の雄叫びやゾーンなど。紀元前から現代まで続く技術として、動物の毛皮を被りその動物になりきったり、特殊な化粧や面を付けてこの世ならざる者と同じ役割を得ようとする事なども該当する。

第二の召喚儀礼
自己の精神を通常の心理学では説明不能な領域まで励起させる事で、魔導書の悪魔を呼び出し、神話の神々に具体的な交渉を迫り、人智を超えた現象を操る方法論。
具体例を挙げると、円の中の五角形、ロータスワンド、薔薇十字のシジルなどに纏わる、19世紀〜20世紀前半に進化を極めた近代西洋魔術結社が該当する。冷戦中のスターゲート計画や旧ソ極秘研究の超心理学なども一部は該当する。『求める者が思い描く、都合の良い召喚術』のイメージが色濃く影響している。

ブラッドサイン式召喚儀礼（第三の召喚儀礼）
作中で主に使用される召喚儀礼であり、単に召喚儀礼と呼ばれる場合は基本的にこれを指す。世界中のありとあらゆる儀式の長所を再統合して完成させた、100%確実に神話（や、その向こう側）の存在を現実の世界に呼び出す方法論。人間と被召物との間に交わされる契約。1999年7月に発見され、それ以来、現代に至るまでの『職業的召喚師』の扱う召喚儀礼はこれに該当する。「依代」「励起手榴弾」「ブラッドサイン」を用い、気紛れな神話の神々を可能な限り簡略に、高純度で呼び出して利用するために徹底的に手間が削ぎ落とされている。まるでスポーツのような手順で誰でも簡単に始められるが、全ての手順や装飾には『被召物（マテリアル）』と関わる上での安全策が施されている。神格級および未踏級の『被召物』を召喚する際は本来の力から減衰してしまうため完全な力は出力されない。

第四の召喚儀礼
あらゆる奇跡や神秘を一点へ収束させる召喚儀礼。城山恭介により齎された。励起手榴弾やブラッドサイン等を用いる手法はブラッドサイン式と同じだが、花弁による被召物の召喚が全パターン全文字配列を『色彩なき童女』のバリエーションのみで完結している。花弁を並び変える事で彼女の音域と攻撃手段の番号を指定するため、通常の被召物の錬成よりも遥かに手間がかからない。また、座標を歪める『色彩なき童女』の特性を利用し、太陽系の外までを含む全宇宙のあらゆる地形への瞬間移動が可能。これにより物理的に光速を超える事で、地球上での10分間という人工霊場の制限時間を体感上引き延ばす事もできる。
特殊な依代を必要とし、城山恭介は人工血液ジュエルブラッドを依代に輸血する事で『色彩なき童女』への霊媒適性を有する依代を確保した。これが出来たことにより白き女王は最強の座から陥落したものの、それは新たなる法則の始まりでもあった。
統御
特定の『被召物』を完全に占有する方法。現代の召喚儀礼は簡便でリスクが少なくどんな『被召物』でも呼び出せるが、それは自身のみならず敵の召喚師についても同様であるため、自分だけのものであって欲しいという願いからこのような技術開発が試まれた。
縫界召喚
城山恭介が幼少期に確立させた理論を用い、飽浦大咲の不完全な理論を補強する事で完成された『統御』。小さな木箱のような形をした装置を用いて、10分間という時間制限も、『闘争』を軸とした対人戦の縛りも無視した完全に1体1の召喚方法。思想としては『第一の召喚儀礼』に近く、技術としては『第二の召喚儀礼』に近い。イメージの源泉は『精霊の泉』であり、「水辺という異界から超常の存在を自由に呼び出して願いを叶えさせる、極めて狭い範囲で人間用の窓口を確保する」といった形式になる。
「人間と被召物が対等な関係になりたい」という動機で城山恭介に組み上げられたが、白き女王の殺害を狙う実力者達に目をつけられ、白き女王の統御手段として利用された。
世界の果て
「被召物の召喚に必要な全ての条件を箱の中に閉じ込め、中を観測不可能な状態にして誰の手の届かない場所まで送り出す」といった方式。これは机上の空論ではあるものの、使用者の『殺意のアンテナ』が理論の不備に気付かず、そういった状況が「誰にも観測不能」という条件を後押ししたために実現されてしまった。

少女使い（ガールズバックドア）
手袋型のデバイス。手袋を嵌めた手で標的の頭部や顔を指差し、「何が起きた時/何が起きなかった時にどう行動するか」というフローチャートをツリー状に設定して入力する事で標的を操るユニット。この際、虚空にキーボードのようなインターフェース浮かび上がらせる事ができる。一度に操れるのは3人までで、4人目以降を標的にした場合、古い順から洗脳は解けていく。解放時、標的は洗脳されていた時の記憶を失う。命令者が解放を宣言、標的の意識を奪う、等で『少女使い』から解放する事も可能。また、洗脳した標的（Aとする）から別の標的（Bとする）から洗脳を伝染させる事もでき、この場合はAを無力化する事でBも同時に解放される。
装着者の左手から『白き女王』の髪の毛が潜り込み、魂を接続させる事で『白き女王』の力の一端（あらゆる被召物を恐怖で屈服させる）を得る事で人の洗脳が行えていた。そのため、『少女使い』で洗脳できる対象も、『被召物』により近い存在（未踏級は全て人間の女性形の因子を持つ）として条件が合致する人間の女性に限られる。

パンデモニウム式
353人の依代を1体の『被召物』に割り当てる事でブラッドサイン式よりも神格級および未踏級『被召物』の減衰率を抑え、ブラッドサイン式の既定順位を無視した『被召物』の召喚を行う方式。コストや音域といったブラッドサイン式の力関係に当てはまらない。353人の魂は一人の肉体へ定着し次第に崩壊するが、信楽真沙美によって各個体へ魂を定着し直すバイパスが用意されていた。
絶対権力を欲し『白き女王』の支配からの脱却を悲願とするデルタストン家に組み立てられ、未踏級『緑の悪女』の力を底上げして『白き女王』の打倒が目論まれていた。
投射式召喚爆撃
多腕移動要塞パンデモニウムの連結支援を受け、ステルス爆撃機から投射したレーザー測距で2km圏内の地面の凹凸を瞬時に計測し、プロジェクションマッピングで大規模な魔法陣を光学的に投射し未踏級『紫電の淑女』を召喚する。召喚された『紫電の淑女』には依代が存在しないため、その威光が収束せず辺り一面に拡散し、魔法陣を覆うようにドーム状に熱波を撒き散らす。
アタッチセイント計画
多腕移動要塞パンデモニウムの連結支援を受け、依代ではなく召喚師の装着するレプリグラスへ神格級『被召物』の力を封入する方式。神々の力を借り受けながら、その意思を徹底して排除させている。
鍵番聖女
『イリーガル』主導のプロジェクト。多腕移動要塞パンデモニウムの連結支援を受けた状態で、依代の体に開発された鍵穴に認証キーを刺し込む事で、人工霊場を必要とせずに依代単機で特定の神格級『被召物』を召喚する方式。『被召物』を召喚できるが、そのコントロールは行えず暴走し無差別破壊が生じる。
複雑な構造を持つ錠前の施錠・開錠のアクションで特別な力を解放し、翼や尾といった人間には存在しない器官を想起させる事で依代の精神性を瞬時にチューニングする機構。系統しては魔女術に準じており、縄の結び目に風の力を蓄え、それを解く事で魔法を行使する技術の応用。

浄瑠璃方式
人工物の依代を作る技術。召喚師との適合率の高い人工物の依代を作る目的で冥乃河一族に生み出され、500〜600年近い歴史を持つ。人工血液ジュエルブラッドを人形内に循環させている。

## その他の用語
魂
物質的か情報的か明らかになっていないが、「魂はある」という考えが召喚儀礼の世界では常識となっている。幽霊は、何かしらの条件が狂ってエラーが生じて行き場を失った死人の魂がその場に留まる事で生じる。大抵の場合は召喚師自ら戦う必要はなく、現場に赴き人工霊場を展開するだけで消失してしまう。それが現象としての消滅に過ぎないのか、本当に天国に行ったのは分からないが、一応はそれで怪現象は解決されるため、召喚師の間では小遣い稼ぎの雑用や副業としてか見られていない。
霊障
魂にこびりついた穢れ。定義できない魂とは異なり、霊障に関しては召喚儀礼の業界で進められている。

レプリグラス
再生医療を極限まで応用し「珪素の万能細胞」を完成させ、昆虫や動物を部分的、あるいは模倣するための各種の筋肉・骨格・神経・血管・臓器・感覚器官などを組み合わせた装甲兵器。元々は『白き女王』へ依代以外の恒久的肉体を用意するために開発が進められていた技術だが、失敗したため、現状のように世界中に知れ渡って様々な技術へ応用される事になった。
開発によって様々な方面に恩恵を与えたが、とりわけ建築や地下掘削技術は大きく向上した。現在では軍事用や土木用の他に、100m規模の巨大な珪素性心筋の塊をコンクリートの箱に閉じ込めた発電所などが、「水と土（あるいはガラスやシリコンといった珪素性の廃棄物）しか消費しない環境に優しいエネルギー源」として話題を集めている。
レプリカント的なデザインが一般的だが、敢えて既存の動植物から離れてデザインされた"""解放された創造性（リリースドクリエイション）"""と呼ばれるコンセプトも存在する。
レプリグラス操兵
レブリグラス製の兵器を扱うために生まれた新たな兵科。現代戦の主役であり、掃討戦において世界中のゲリラやテロリストにとって恐怖の象徴となっている。また、人工霊場を展開中の召喚師・依代は肉眼以外の監視をすり抜けるため、召喚儀礼における斥候部隊としても運用がなされている。

クアッドモータース
「4つの動力」の名を冠する単一企業で、米国四軍その全てに最新兵器を納入する軍需産業の世界最大手。競争力を失った国内自動車・航空産業大手と入れ替わるように軍需産業を席巻している。
その正体は、「世界の警察」という役割をアメリカが担う事を容認しない欧州貴族連盟（ラウンドテーブル）の一角、マゼンタレイン家から派遣された「トロイの木馬」。一族の人間が会社の中核に深く食い込んでおり、その大半は獲得アワードを50程度へ作為的に留め、一般社会から消え去る事なく召喚師を正しく認識できる距離を維持している。極限まで研がれた軍事知識、開発技術、金融ノウハウを持ち、かつ名門の名を捨ててでも移民として米国籍を獲得する事で国防分野や政権内部へ潜り込むのを目的としている。こういった背景から、マゼンタレイン一族は『未帰還紋章の金色の猛禽』とも称される。

D.R.O.K.（王権神授）
北海道で10日間ほど開催された国際召喚儀礼見本市。直径10kmに輪状の各ブースやステージが設営され、中心に配置された多腕移動要塞パンデモニウムが配置されており、出品された新方式は9割以上がパンデモニウムからの連結支援を受けている。
多腕移動要塞パンデモニウム
大規模都市管理インフラを除けば、単騎では世界最大のレプリグラス。胴体だけで800mを超える巨大極まる棺のような漆黒の本体に、下端から大小計10本のパイプラインのような太い推進用の触腕が伸びている。自律移動が可能な水陸両用機。単純な堅牢さ以外にも力を受け流す呪的アースような魔法陣が表面に加工されている。
『ガバメント』『イリーガル』『フリーダム』の共同計画で建造されたとされているが、実際には各勢力に派遣された欧州貴族連盟（ラウンドテーブル）の一角であるデルタストン家の人間が共謀し権益拡大を図っていた。デルタストン家は獲得アワードを100以下に抑え社会的な折り合いを付けており、霊的な耐性が低いためパンデモニウム内の霊的作用にあてられ自律神経をやられないよう長期滞在は控えている。
353人の依代を演算コアの匣に据え、国際召喚儀礼見本市D.R.O.K.に出品する新たな353通りの召喚儀礼へ対して連結支援を行っていた。しかしそれは本来の意図を隠すカムフラであり、メインとして『緑の悪女』のパンデモニウム式召喚を行う機能がある。

戸嶋工業第三玩具工場
トイドリーム35の外周部に設立された玩具工場。

褒美村
新版列島一〇〇景の53番目に載り、名水と名湯でも登録されている。実際には寂れた寒村であり、国からの補助もないため企業の誘致もできず、夏の海や冬の山へのレジャー目的の観光客で何とか財政をやり繰りしている。冥乃河姓の人間やその親族が多く、召喚儀礼の世界に属する住人も多いため公的な人口数とは開きがある。村の地下には無数に張り巡らされた坑道があり、冥乃河神社の『裏の神体』を祀る鍾乳洞へと通じている。
冥乃河神社
褒美村の山側の麓に位置する神社。慣例上、神社を名乗り宗教法人に登録しているものの神道とは無関係。第三の召喚儀礼が発見される以前から『神々の向こう側にいる存在』を予測し、己の直感を信じて祀り続けてきた秘密組織。表通りに境外社を置き、人目のつかない本殿内の祭壇奥の隠し扉から繋がる鍾乳洞の奥に『裏の祭神』として冥乃河葵が祀られている。

ディアブル島
南米に位置する島であり、『ガバメント』系の秘匿監獄。被召物絡みで大きな罪を犯した重犯罪者を収監するための監獄。

トイドリーム
財政破綻に陥った街が、エンターテイメント企業体トイドリーム社による民間資本によって巨大遊園地へと作り変えられたレジャー施設街の総称。トイドリーム社によって全面的なバックアップがなされている国際再生都市。現在では米国・日本のみならず、あらゆる大陸に広がった新しい常識となった風景として受け入れられている。
「国外の外資系一企業が地方政治を丸ごと掌握する」という状況に懸念の声も上がっており、「軍縮政策により撤退を続ける在外米軍基地と入れ替わりでCIAの資金源軍事活動拠点が増えている」といった過激な反対意見も多い。

35
湾岸部の海中に直接無数のビルを建て、それらを縦横無尽に巨大陸橋で結んだ特異な大規模多層構造の海上立体都市。旧名は夏海（なつみ）市。地上という概念は無く1,2階はガラス張りの半天然の水族館となっている。中央広場に中心に、ピザのようにA〜Zまで26区画に分けられている。幹線道路代わりの巨大水路には屋形船や海賊船が行き交っている。ゲームやカジノでは「トイチップ」という代替貨幣が使用されている。
人口20万人、観光客は推定1500万人。外資系観光都市であり、宿泊施設が多い。スタッフは約2万人、1日に出るゴミの量は9000t、搬入される資材や商品は40ftコンテナ5000個分にまで相当し、これらを客の目に触れないようスムーズに行き来させるため、総延長300万kmにも渡る多層かつ複雑な地下のバックヤードが張り巡らされている。住民のほとんどはコスプレしており、普通の私服を着ている方が逆に目立つ。
地域住民との軋轢を解消するため、生産施設などを設けずに周辺都市へ依存したシステムを敢えて構築している。
A区画
トイドリーム35の巨大なエアポート。空港の周りには観光客向けのホテルが多い。およそ3km四方の正方形の形をした、世界で唯一の空中空港がある。面積を最大限利用するためにターミナル以外の商業施設は全て滑走路の下層から下向きに「つららのように」建設されている。
C区画
トイドリーム社が配給しているカンフー映画のセットの再現として作られた、外から見たチャイナタウンというイメージを具現化した町。
D区画
『蟻塚』の一つがあり、『スコーピオン11』と『仇染め』による交戦も行われた。
G区画
モノレール駅があり、その前に広場がある。
M区画
様々な博物館や美術館が立ち並ぶエリア。学生向けのマンションもある。
P区画
運動場や公園が多く、屋上の緑地化も積極的に進められている。ゲテモノ病院などと呼ばれる動物病院もある。
R区画
学校が多い区画であり、恭介の通う高校もある。沿岸部の港湾地帯は町の物資の玄関口となっている。
S区画
図書委員ちゃんのバイト先がある。
Z区画
市営総合動物園があり、愛歌が深夜にライガーを散歩させた事でネット上に都市伝説が噂された。
01
旧名デトロイト。最初にトイドリーム社がトイドリームを建設した街。
40
旧名春川（はるかわ）市。3月（1巻の時系列は4月）にトイドリームとして再興が始まったばかり。
op-01
衛星軌道上にある宇宙ステーション。巨大な柱を軸に据え、そこから垂直に伸びたいくつもの支柱が伸びた構造体。支柱には垂直に太陽光発電パネルが刺さって複数並んでいる。全体的なシルエットはＨ字に近く、いくつもの枝葉が繋がり直角に直角を重ねた結果、釣り堀のような外観となっている。

儀仗兵（ガードオブオナー）
召喚儀礼を目撃しても無意識下で記憶や認識を自動修正されている一般人が突然変異し、『被召物』への興味を保てるようになった人材をアザリアが450人ほど集め、召喚師へと教育し発展させた組織した勢力。『フリーダム』『ガバメント』『イリーガル』といった現在の勢力図に依らない派閥の混成組織。各勢力から召喚儀礼の指南役を数人引き込んでおり、450名の内、70名以上は800番台後半の高アワード保持者にまで成長している。構成員は共通して『唯一無私』という銘を名乗る。
かつて恭介が行った『縫界召喚』と同じ方式を辿り、『白き女王』への『統御』を完成させる事を目的としていた。トイドリーム35地下のレプリグラス製浄水施設を『泉』に変えて『白き女王』の召喚に成功したが、恭介の活躍により破壊されて計画は頓挫した。

秘匿大戦
『縫界召喚』された白き女王を殺すために召喚師達が起こした大戦。白き女王の暴走により、『箱庭』上の「迷い陸」一帯の海域が精霊を呼び出す泉と化して被召物が溢れ返った。最終的には、白き女王へ向けて数千体もの未踏級被召物による一斉飽和攻撃を行う事で終結する。この大戦によって真の実力者たる多くの召喚師が戦死した。

蟻塚
『ガバメント』の依代量産施設であり、トイドリーム35には計41ヶ所存在する。『女王の箱庭』の研究データが流用されている。『ガバメント』内での慢性的な依代不足を解消するため、人工的な霊障を魂へ貼り付けて依代の霊媒体質を後天的に作り出した。召喚儀礼の敗北時における忘我状態を連続して浴びせる事で魂を望んだ方向へ削り取っていき、望む形に整えている。
しかし、『ガバメント』上層部の真意は異なり、『赤の麗人』との相性を極限まで高める事で、対話が可能なレベルへの進展を目論んでいた。

一五兄姉弟妹計画（15きょうだいけいかく）
「家族の絆」「兄弟の繋がり」といったものを徹底的に解析するための『ガバメント』主導のプロジェクト。「絆を全人類に植え付ける事で争いを食い止める」という壮大な目標が発端だった。
国籍、宗教、人種、性別が異なる7～18歳程度の15人のモンスターチャイルドを集め、『箱庭』と呼ばれる地下500mの密閉空間で社会生活を管理された。研究員も含めた関係者は1000人以上いる。世界で最も過酷な条件でも効果を発揮できるかどうか試験するため召喚儀礼及び『被召物』の研究データまで投入されており、召喚儀礼のエキスパートとしても育成されていた。検体の内の一人、城山恭介が『縫界召喚』を完成させ『白き女王』が安定化させた事で、15人全員が『白き女王』に接触。これが原因となって15人全員が『白き女王』から何かを取り込み、才能と引き換えに道を踏み外し計画自体も破綻した。破綻後に生じた『秘匿大戦』で検体の半数が死亡し、生き残った残り半分はアワード900番台へと到達している。
創設者のギャラリー
トイドリーム社の会長が私財を投入して世界中からかき集めた古美術や魔導書の宝物庫。博物誌の欠番さえも蒐集されている。現在は愛歌のマンションの階下に移され、トイドリーム35のM区画にある博物館に保管されている『金剛の親鍵』『黄金の宝箱』、および墓守の一族が宿す『生涯の紋章』がなければ位置情報を得られないようになっていた。
『世界で一番幸せな女の子』
『創設者のギャラリー』に保管された幻の絵本。トイドリーム創設者が、シンデレラや白雪姫を超える事を目指してトイドリーム遊園地に合わせて作った究極の新作童話。題材となった少女は孫の愛歌だったが、召喚師としてアワードが100超えた事で世界から忘れ去られ、未発表という事実に置き換わってしまった。

## 既刊一覧
| 巻数 | タイトル                        | 初版発行日（発売日）   | ISBN              |
| ---- | ------------------------------- | ---------------------- | ----------------- |
| 1    | 未踏召喚://ブラッドサイン       | 2014年9月10日（同日）  | 978-4-04-866861-3 |
| 2    | 未踏召喚://ブラッドサイン（2）  | 2015年1月10日（同日）  | 978-4-04-869164-2 |
| 3    | 未踏召喚://ブラッドサイン（3）  | 2015年8月8日（同日）   | 978-4-04-865310-7 |
| 4    | 未踏召喚://ブラッドサイン（4）  | 2016年1月9日（同日）   | 978-4-04-865660-3 |
| 5    | 未踏召喚://ブラッドサイン（5）  | 2016年6月10日（同日）  | 978-4-04-892116-9 |
| 6    | 未踏召喚://ブラッドサイン（6）  | 2016年12月10日（同日） | 978-4-04-892550-1 |
| 7    | 未踏召喚://ブラッドサイン（7）  | 2017年6月9日（同日）   | 978-4-04-892951-6 |
| 8    | 未踏召喚://ブラッドサイン（8）  | 2018年2月10日（同日）  | 978-4-04-893678-1 |
| 9    | 未踏召喚://ブラッドサイン（9）  | 2018年11月10日（同日） | 978-4-04-912166-7 |
| 10   | 未踏召喚://ブラッドサイン（10） | 2019年6月8日（同日）   | 978-4-04-912566-5 |